# Seznam ulic v Trutnově

## Vývoj názvů ulic v Trutnově
Město Trutnov má v současné době zhruba 600 názvů ulic. Některé ulice na své jméno stále čekají anebo jej už mají, ale kvůli úředním průtahům se ještě stále nepoužívá.[zdroj?]
V počátcích města, uzavřeného v hradbách, nebyly názvy ulic ještě potřeba. Ulic bylo jen několik a náměstí jen jedno, ale již tenkrát si lidé kvůli lepší orientaci jednotlivé ulice neoficiálně pojmenovávali.[zdroj?] Náměstí se říkalo Rynek, ale zřejmě nejstaršími názvy ulic v Trutnově jsou Dlouhá (dnešní Jihoslovanská), Kostelní (dnešní Bulharská) a Pražská (dnes část Palackého).[zdroj?] Postupně přibývaly i názvy vedlejších ulic, ale také uliček, vedoucí k postranním brankám a právě ty se dochovaly až do současnosti. Mimo jiné např. branka U Studně, Zahradní branka a další. Ale až do 19. století se Trutnov nijak významně nerozrůstal a o názvech ulic se toho moc neví. Až teprve po vzniku textilních továren v údolí řeky Úpy nastal významný rozvoj. Město se začalo rozrůstat a s plánováním nových čtvrtí se do map dostávaly i jejich budoucí názvy, později často nerealizované.[zdroj?] Protože byl Trutnov osídlen převážně německým obyvatelstvem, byly veškeré názvy ulic výhradně německojazyčné. To se příliš nezměnilo ani po vzniku Československé republiky a zabráním Sudet se německá jména ještě více stylizovala. Až do konce války se třeba hlavní náměstí jmenovalo po Hitlerovi.
Po 2. světové válce přišla doba odstraňování německých názvů. I když se profesor Procházka snažil vytvořit přehledný systém uličního názvosloví a většinu poválečných českých názvů pomohl zavést právě on, leckdy se úřady jeho systému nedržely, a to zvláště po roce 1948. V 50. letech se Trutnov zaplnil Stalingradským náměstím, Stalinovým náměstím či kinem Stalino. Nejdůležitějším faktorem pro živelnost pojmenovávání však byl fakt, že ve městě nebyl určen žádný pracovník, který by se tvorbou toponym systematicky zabýval.[zdroj?] A ti lidé, kteří se problematikou chtěli a měli předpoklady se na úrovni zabývat, z politických důvodů nemohli.
K prvnímu velkému přejmenovávání názvů došlo v 70. letech, když se zjistilo, že některé názvy ulic se po spojení Trutnova s Poříčím a s Horním Starým Městem vyskytují i třikrát. Této vlny však bylo využito k přejmenování i neutrálních názvů ulic na ideologicky zabarvené. Na konci roku 1989 tak ve městě existovalo 150 názvů, přitom ulic bylo několikrát více.
Po roce 1989 došlo k další vlně změn názvů, tentokrát naopak vyřazením všech politicky orientovaných. K tomuto účelu byla původně sestavena názvoslovná komise pod vedením PhDr. Vladimíra Wolfa. V prvotním seznamu dokonce Městský úřad od komise požadoval přejmenovat i takové názvy jako Revoluční, Vítězná aniž by znal jejich minulost. K tomu nedošlo a odstraněny byly pouze názvy komunistické propagandy. Trutnov se dokonce stal městem jistým způsobem výjimečným, protože v jiných městech se dávaly názvy po Masarykovi, Benešovi, Palachovi a ostatních, v Trutnově zvítězil Krakonoš a jedinou ulicí po politikovi se stala Benešova.
V 90. letech se pak přistupovalo k dalším fázím přejmenovávání, kterými se město snažilo odstranit nedostatky systému názvů. Velké množství ulic nemělo svůj název, a tak se v adresách používal vždy název nejbližší ulice. Pokud by se tento stav zanesl do map, ulice by se různě větvily, lámaly a hlavně opakovaly, ulice Horská třináctkrát. Právě tolik příčných ulic odbočovalo z Horské ulice.[zdroj?]
Trutnov se snaží, aby byly názvy v jednotlivých čtvrtích podobného stylu, což pomáhá při orientaci. Proto jsou např. na České čtvrti a Humlově Kopci názvy ulic po hudebních skladatelích, na Kryblici po spisovatelích a malířích, na Zelené Louce po květinách a v Nových Dvorech po stromech. Podobných názvoslovných okruhů (NOK), jak se uskupení podobných jmen nazývá, je v Trutnově ještě mnoho (viz seznam NOK).

## Současné názvy

### A
- Adamovská /ADM/ – páteřní ulice v Adamově. (název od r. 2001, předtím beze jména)
- Akátová /HSM/ – /NOK keře/ – akát. ** název od r. 1995, předtím beze jména (větev Horské ul.) *
- Alpská /HSM/ – /NOK horstva/ – Alpy. Název původně vznikl podle dvou zdejších srubových staveb alpského typu a až teprve potom byly okolní ulice zařazeny do NOK se jmény horstev. ** název od r. 1994, předtím ulice neexistovala*
- Alšova /KRY/ – /NOK malíři/ – Mikoláš Aleš (1852–1913), český malíř, kreslíř, dekoratér a ilustrátor. Autor lunet v Národním divadle v Praze, z nichž jedna se jmenuje Trutnov a zobrazuje souboj s drakem. ** současný název od 70. let 20. stol. * předtím od r. 1945 Jedlová * předtím německy Tannen Strasse (česky Jedlová) *
- Anenská /DSM, DP/ – vede k býv. kapličce sv. Anny a Anenské léčivé studánce (u Vébrovky), kde dříve stávaly Anenské lázně. * název od r. 1997, předtím beze jména *

### B

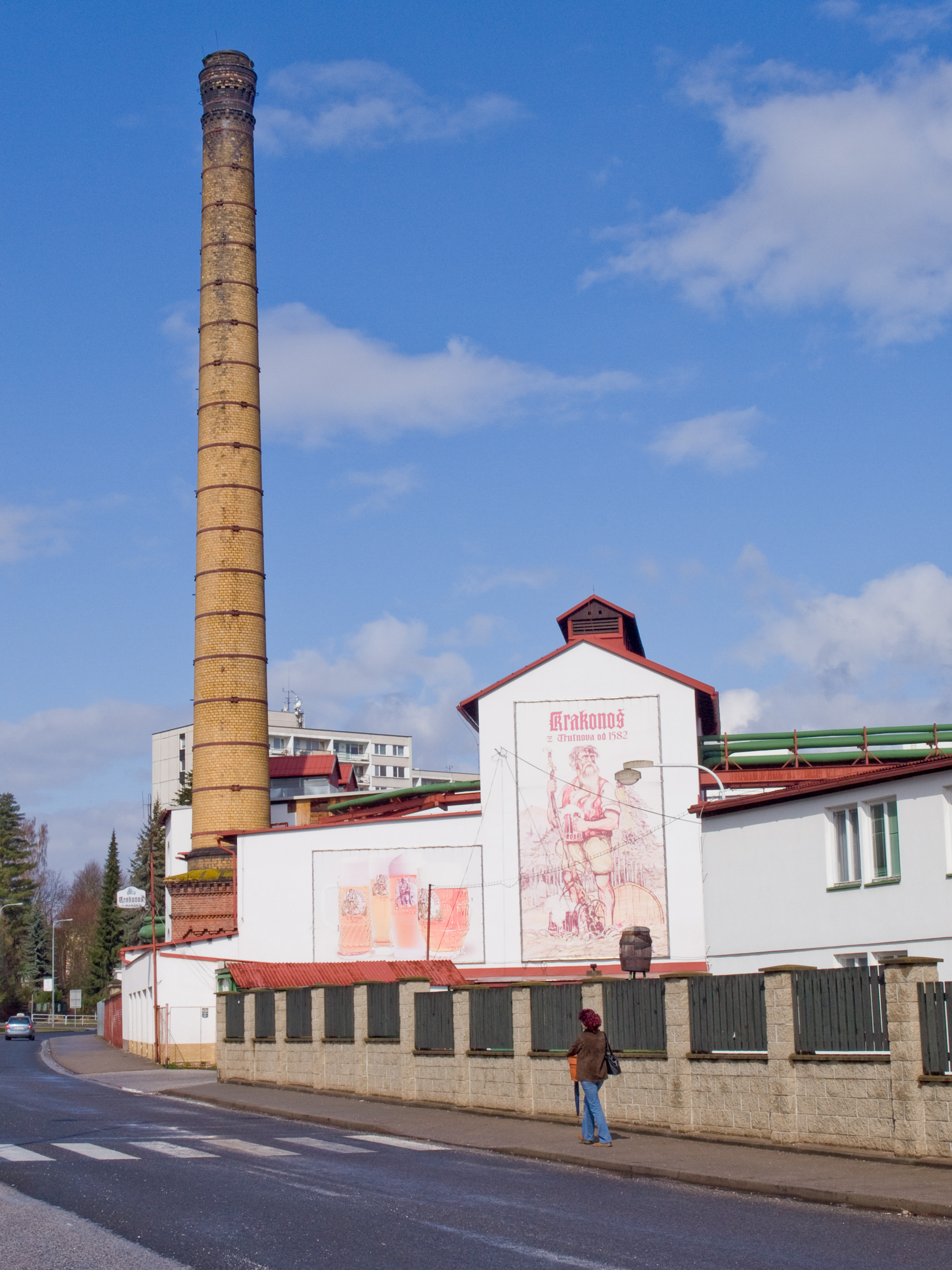
Barvířská

- Barona Trencka /HP/ – /NOK Sedmiletá a slezské války/ – Fri(e)drich (Franz) baron Trenck bojoval jako velitel v rakouské armádě v nedaleké bitvě u Žďáru v září 1745. Je doloženo, že Trenck v Trutnově dokonce přenocoval. ** název od r. 2012, předtím ulice neexistovala*[3]
- Barvířská /HP/ – v ulici zřejmě dříve stávala barvířská dílna.
- Bednářova /KRY/ – /NOK spisovatelé/ – Kamil Bednář, básník a překladatel (1912–1972)
- Bendlova /DP/ – /NOK skladatelé/ – Karel Bendl (1838–1897), český hudební skladatel a sbormistr.
- Benešova /POR/ – Edvard Beneš (1884–1948), československý prezident v letech 1935–1938 a 1945–1948. Ulice na přání poříčských občanů pojmenována na jeho počest, respektive vrácení původního názvu.
- Bezděkovská /LHO/ – vede do osady Bezděkov.[4]
- Běluňská /STR/ – vede podél říčky Beluňka, která ve Stříteži pramení.[5]
- Bílá lávka /POR/ – betonová lávka má bílou barvu.
- Blanická /SP/ – /NOK české báje/ – podle bájné hory Blaník.
- Boční /POR/ – vede bokem od hlavní silnice.
- Bohuslava Martinů /SP/ – /NOK skladatelé/ – Bohuslav Martinů (1890–1959), český hudební skladatel.
- Bohuslavická /KRY/ – vede do Bohuslavic.
- Bohuslavický most /BOH/ – jediný silniční most v Bohuslavicích. Původní železný most stával vedle.
- Bohuslavický tunel /BOH/ – krátký silniční tunel, který byl vyražen pro silnici vedoucí k nové městské skládce v Bohuslavicích.
- Bolkovská /LIB/ – vede pod býv. hradem Bolkov.
- Boženy Němcové /KRY/ – /NOK spisovatelé/ – Božena Němcová (1820–1862), česká spisovatelka.
- Bratrství /HSM/ – /NOK spojenectví mezi národy/ – od pojmu bratrská spolupráce (původně socialistická).
- Bratří Čapků /KRY/ – /NOK spisovatelé/ – bratři Josef Čapek (1887–1945), český malíř, spisovatel, fotograf, grafik a knižní ilustrátor, autor slova „robot“; a Karel Čapek (1890–1938), český spisovatel, intelektuál, novinář, dramatik, překladatel a fotograf.
- Brixiho /DP/ – /NOK skladatelé/ – František Xaver Brixi (1732–1771), český hudební skladatel.
- Břečtejnská /HP/ – vede k hradu Břečtejn, někdy též označovaný starším názvem Břecštejn.

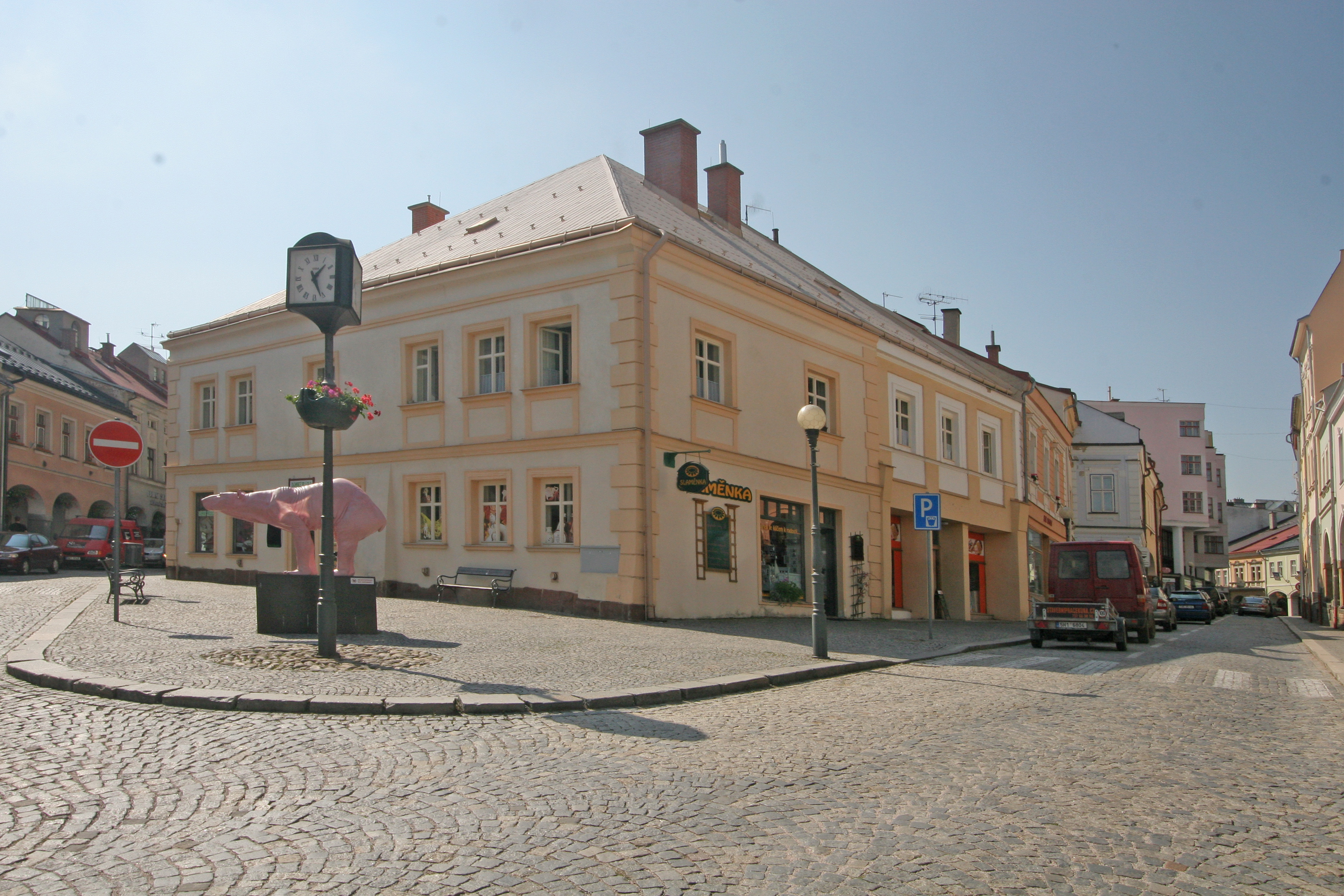
Bulharská

- Březová /DP/ – /NOK listnaté stromy/ – bříza, listnatý strom. Jelikož je možné používat jak slovo Břízová i Březová, zvolila komise zvučnější název.
- Bučinská /VNY/ – vede ke kopci Bučina (513 m n. m.).
- Buková /DP/ – /NOK listnaté stromy/ – strom buk. Ulice navíc vede ke kopci Bučina s bukovým porostem.
- Bulharská /VM/ – /NOK slované/ – Bulhaři, slovanský národ žijící převážně v Bulharsku. ** současný název od r. 1945 * předtím, po roce 1918 německy Kirchen Gasse (česky Kostelní) * předtím, německy okolo r. 1900 část ulice Kirchen Gasse (česky Kostelní) a druhá část ulice německy Schmeykal Gasse (česky Schmeykalova) * předtím, okolo r. 1841 německy celá ulice Kirchen Gasse (česky Kostelní)*

### C
- Cyklistická lávka /DP/ – byla postavena pro převedení cyklostezky přes řeku.

### Č
- Čapí /OBL/
- Červencová /VOV/ – /NOK léto/ – letní kalendářní měsíc červenec.
- Červnová /VOV/ – /NOK léto/ – letní kalendářní měsíc červen.
- Česká /DP, SP/ – /NOK Slované/ – Češi, slovanský národ žijící převážně v Čechách. Název byl však zvolen nezávisle na NOK hlavně proto, že tato ulice vede do České čtvrti.
- Českobratrská /HP/ – /NOK husité/ – jednota bratrská, protestantská církev, která vznikla v období husitských válek.
- Československé armády /HP, SP/ – na počest Československé armády, bojující ve 2. světové válce. Název byl zvolen hlavně proto, že ulice vedla směrem ke kasárnám této armády. Běžně je u názvu používán zkrácený název Čs. armády nebo Čsl. armády.

### D
- Daunova /HP/– /NOK Sedmiletá a slezské války/ – Leopold Josef Maria, říšský hrabě von und zu Daun, princ z Thiana (24. září 1705 Vídeň — 5. února 1766 tamtéž) byl významný rakouský vojevůdce v době válek o rakouské dědictví.
- Debrnská /VNY/ – vede do býv. obce Debrné.
- Dělnická /HP/ – vede původní dělnickou kolonií Na Svobodě.
- Dělostřelců /BOJ/ – /NOK bitva u Trutnova 1866/ – dělostřelci, složka obou zúčastněných armád v bitvě u Trutnova r. 1866, vyzbrojená děly.
- Dlážděná /VM/ – povrch ulice tvoří kamenná dlažba.
- Dlouhá /HSM/ – dříve nejdelší vedlejší ulice v Horním Starém Městě, procházející od kostela až do Dolního Starého Města. Během výstavby sídliště Zelená Louka byla původní vesnická zástavba srovnána se zemí a nahrazena panelovými domy, které však absolutně nerespektovaly původní směr ulice. Proto byl název ponechán jen horní části ulice a zbytek přejmenován.
- Do Dolců /OBL/ – vede do osady Dolce.
- Do Kopce /BOJ/ – vede do kopce.
- Do Koutů /POR/ – vede do osady Kouty.
- Do Polí /HP/ – vede do polí.
- Do Rokytníka /BOH/ – vede z Bohuslavic do Starého Rokytníka.
- Do Stráně /VNY/ – vede do stráně.
- Do Vršku /VOV/ – odbočuje do vršku.
- Dolnická /BOJ/ – vede do osady Dolníky.
- Dolní /LHO/ – jedná se o dolní cestu vedoucí do Bezděkova.[4]
- Dolní Promenáda /SP/ – ulice s dlouhou alejí (stromořadím) byla založena k procházkám, tj. k promenádě po nábřeží řeky. Promenáda je podchodem pod Nádražním mostem rozdělena na Horní a Dolní, která vede od mostu níže po proudu řeky.
- Dolnická /HP, BOJ/
- Dolníky /VOV/ – ulice prochází osadou Dolníky avšak naprostá většina území patří do katastrálního území obce Staré Buky.
- Dolnoměstská /DP, DSM/ – vede do Dolního Starého Města.
- Dragounů /BOJ/ – /NOK bitva u Trutnova 1866/ – Dragouni, příslušníci jízdní pěchoty.
- Družstevní /DSM/ – název pochází zřejmě z doby, kdy se na konci ulice začaly v 70. letech 20. století stavět malé družstevní bytové domy. Avšak spolu s ostatními ulicemi v Dolním Starém Městě byl název přidělen teprve až po roce 1990.
- Dřevařská /POR/ – v areálu podél ulice působil dřevařský podnik.
- Dřevěnky /LHO/ – prochází okolo několika dřevěnek, tj. domů převážně ze dřeva.[4]
- Dubová /DP/ – /NOK listnaté stromy/ – dub, listnatý strom.
- Dvořákova /SP/ – /NOK skladatelé/ – Antonín Dvořák (1841–1904), český hudební skladatel.
- Důlská /VOV/ – vede směrem k Židovskému dolu (horské údolí nebo úžlabina).

### E
- Elektrárenská /POR/ – vede k bývalé první poříčské elektrárně, tzv. EPO I, která stála pod poříčským vlakovým nádražím. Po zrušení elektrárny zde národní podnik ČKD vyráběl kotle a tlakové nádoby. Nyní je z dochovaných budov areál různých firem.
- Elektrárenský most /POR/ – nachází se přímo u elektrárny. Tento most musel být vybudován právě kvůli stavbě nové elektrárny (tzv. EPO II), protože kromě zbourání okrajové části Poříčí byla odkloněna silnice I/14 i řeka Úpa.
- Etrichova – /HSM/ – Igo Etrich (1879–1967), trutnovský průmyslník, letecký průkopník a konstruktér. Ulice pojmenována jeho jménem, protože se nachází v místech jeho pokusů s létáním. V těsné blízkosti se rovněž nachází areál jeho někdejší textilní továrny, po znárodnění později Texlen.
- Exulantská /HP/ – /NOK husité/ – exulanti (česky vyhnanci), lidé kteří museli opustit svou zemi kvůli odlišnému náboženství nebo politické orientaci, tj. odejít do exilu před pronásledováním. Tato ulice pojmenována na památku skupin protestantů, většinou z řad husitských církví.

### F
- Faltisova /SP/
- Farská /VM/ – v ulici dříve stávala vedle kostela fara, zbouraná kvůli stavbě okresního sídla Komunistické strany Československa.
- Fialková /HSM/ – /NOK květiny/ – fialka, vžitý a častěji používaný název pro Violku, luční květinu.
- Fibichova /SP/ – /NOK skladatelé/ – Zdeněk Fibich (1850–1900), český hudební skladatel.
- Foerstrova /DP, SP/ – /NOK skladatelé/ – Anton (Antonín) Foerster (Förster) (1837–1926), český hudební skladatel. Ulice se původně jmenovala Förstrova, ale kvůli potížím s přehláskovaným o bylo jméno počeštěno, tak jak to někdy prováděl sám skladatel. V tehdejším zmatku a nejednotnosti se někdy uváděl i zkomolený „kombinovaný“ název Föerstrova. Stejného příjmení jsou i jiní hudební skladatelé, ale tato ulice patří jen jednomu, Antonínu Foerstrovi.
- Fritzova /SP/ – /NOK trutnovské osobnosti/ – Samuel Fritz (1654–1725), cestovatel, kartograf, misionář. Je autorem první podrobné mapy Amazonky.

### H

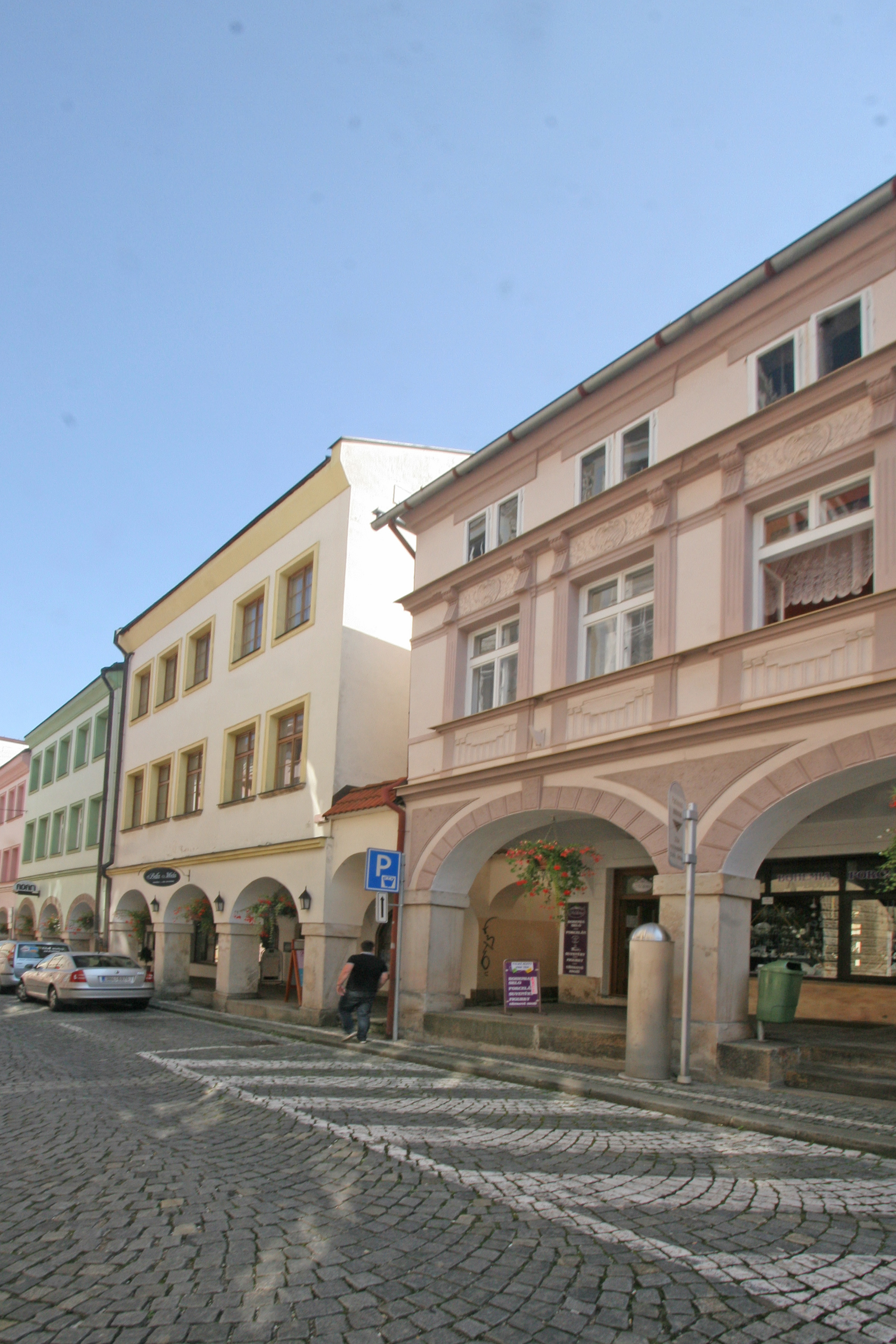
Havlíčkova

- Habrová /DP/ – /NOK listnaté stromy/ – habr, listnatý strom.
- Hajnická /STR/ – vede do obce Hajnice.[5]
- Havlíčkova /VM/ – /NOK národní obrození/ – Karel Havlíček Borovský (1821–1856), český básník a novinář. Založil Národní noviny, první deník v českých zemích, posléze zakázaný kvůli protivládním článkům. V revolučním roce 1848 zvolen poslancem říšského sněmu.
- Hluboký příkop /HP/ – původně tudy procházel uměle vybudovaný hluboký hradební příkop, který město chránil od západu. Západní příkop, než byl v novověku postupně zasypán, vedl před hradbami od dnešní Barvířské ulice až ke Struze. Poslední jeho nepatrné zbytky zbyly právě v ulici Hluboký příkop.
- Horní /LHO, POR/ – jedná se o horní cestu, spojující Lhotu s Poříčím.[4]
- Horní náměstí /HP/ – toto náměstí je výše než hlavní městské náměstí, propojená spolu Palackého ulicí. Název nemá nic společného s hornictvím.
- Horní promenáda /SP/ – ulice s dlouhou alejí (stromořadím) byla založena k procházkám, tj. k promenádě po nábřeží řeky. Promenáda je podchodem pod Nádražním mostem rozdělena na Dolní a Horní, která vede od mostu výše po proudu řeky.
- Hornoměstská /DP, DSM/ – vede do Horního Starého Města.
- Hornova /SP/ – /NOK trutnovské osobnosti/ – Uffo Horn (1817–1860), trutnovský básník, dramatik, liberál a revolucionář.

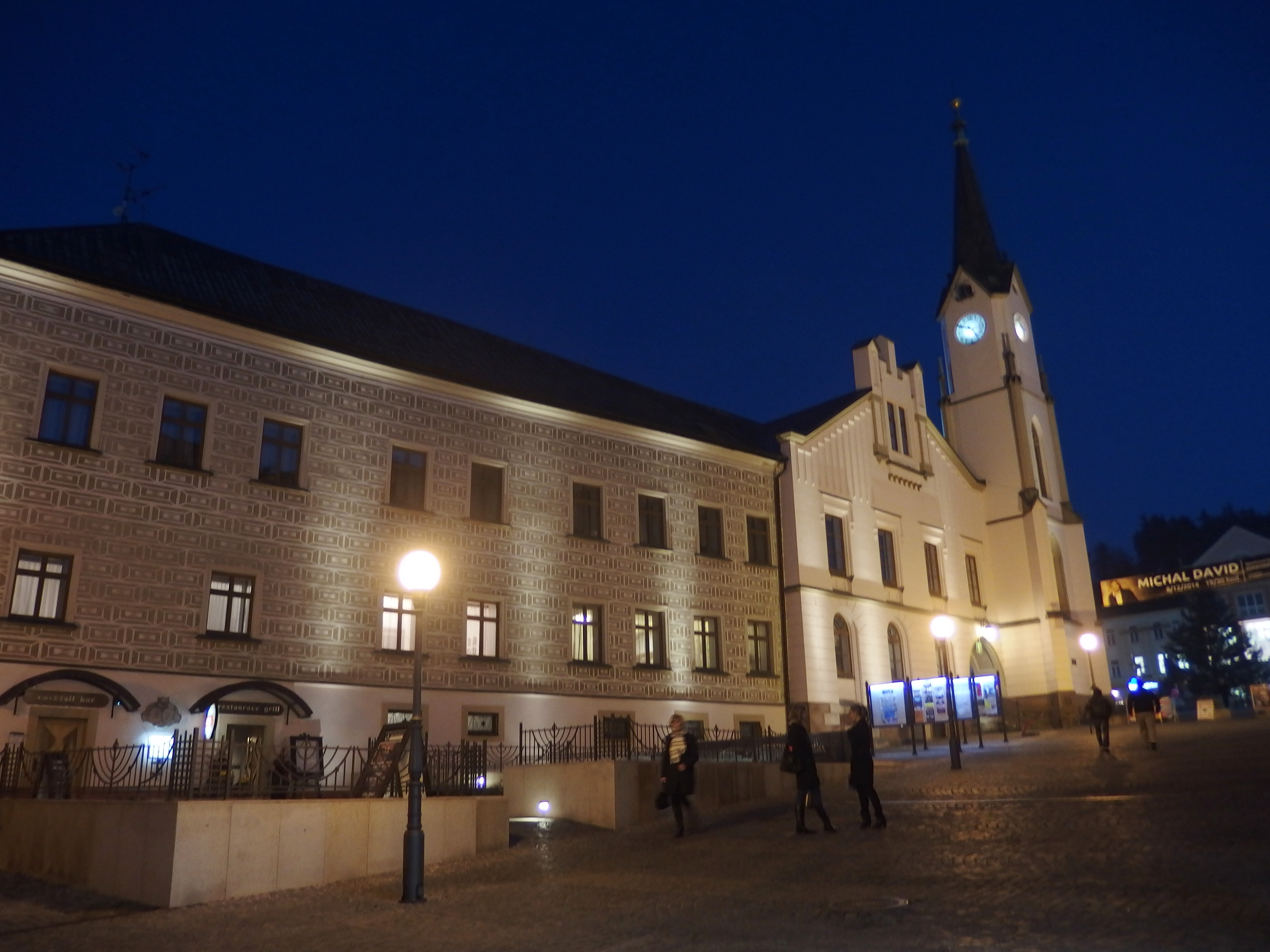
Horská ulice

- Horská /VM, SP, DSM, HSM/ – vede do hor. Jedna z nejdůležitějších a nejdelších ulic ve městě má své jméno již od počátků města, kdy vycházela Střední neboli tzv. Horskou branou směrem do hor Krkonoš.
- Hradební /SP/ – vede podél bývalých městských hradeb, které se v tomto místě už nedochovaly.
- Hradecká /BOJ/ – vede z města směrem do Hradce Králové.
- Hraniční /VOV/ – nachází se u hranice města.
- Hřbitovní /HP/ – vede okolo Trutnovského hřbitova.
- Hulánů /BOJ/ – /NOK bitva u Trutnova 1866/ – Huláni, příslušníci polské kavalérie. V době po trojím dělení Polska působili huláni i v habsburské armádě. V roce 1866 se zúčastnili bitev prusko-rakouské války.
- Husitská /HP/ – /NOK husité/ – husité, středověké české hnutí vzešlé z reformního proudu v katolické církvi, které odvozuje svůj původ od učení mistra Jana Husa.
- Husova /HP/ – /NOK husité/ – mistr Jan Hus (?-1415), římskokatolický kněz, český středověký náboženský myslitel, reformátor a kazatel.
- Hüttlova /SP/ – /NOK trutnovské osobnosti/ – Simon Hüttel, nejvýznamnější trutnovský kronikář, topograf a geometr.
- Hybnerova /HSM/ – /NOK trutnovské osobnosti/ – Karel Hybner (1934–2020), fotokronikář města Trutnova a profesor na gymnáziu.

### Ch
- Chaloupky /STU/ – zástavbu ulice tvoří převážně malé chalupy.[5]
- Chodská /HP/ – /NOK Chodové/ – Chodové, skupina obyvatel hlavně z okolí Domažlic, Tachova a Přimdy, kteří měli za úkol střežit zemskou hranici mezi Čechami a Bavorskem. Na počest Chodů napsal Alois Jirásek historický román Psohlavci.
- Chrpová /HSM/ – /NOK květiny/ – chrpa polní, luční květina.

### I
- Ivana Olbrachta /KRY/ – /NOK čeští spisovatelé/ – Ivan Olbracht (1882–1952), český spisovatel, publicista a překladatel. Vlastním jménem se jmenoval Kamil Zeman.

### J
- Jana Roháče z Dubé /HP/ – /NOK husité/ – Jan Roháč z Dubé (1380–1437), český husitský hejtman. ** současný název od 70. let 20. stol. * předtím od r. 1945 beze jména * předtím německy Lothringer Strasse (česky Lotrinská) *
- Janáčkova /DP, SP/ – /NOK skladatelé/ – Leoš Janáček (1854–1928), český hudební skladatel.
- Jaroslava Ježka /SP/ – /NOK skladatelé/ – Jaroslav Ježek (1906–1942), český hudební skladatel, dirigent a klavírista.
- Jasanová /DP/ – /NOK listnaté stromy/ – jasan, listnatý strom.
- Javorová /DP/ – /NOK listnaté stromy/ – javor, listnatý strom.
- Jána Nálepky /DP/ – /NOK čs. hrdinové 2. světové války/ – kapitán Ján Nálepka (1912–1943), slovenský velitel 1. československého partyzánského oddílu v Sovětském svazu. Padl při bojích s fašisty o ukrajinské město Ovruč. Jeden z osmi československých občanů, kteří získali nejvyšší vyznamenání Hrdina Sovětského svazu.
- Ječná /POR/ – /NOK obilniny/ – ječmen, jednoletá jarní nebo ozimá obilnina. ** současný název od r. 1990 * předtím K Benzině * předtím Zátiší *
- Jedlová /DP/ – /NOK jehličnaté stromy/ – jedle, jehličnatý strom.
- Jestřebská /LHO/ – vede po úpatí Jestřebích hor.[4]
- Jeřábová /DP/ – /NOK listnaté stromy/ – jeřáb, listnatý strom.
- Jičinská /VOV/ – vede po silnici I/16 do Jičína.

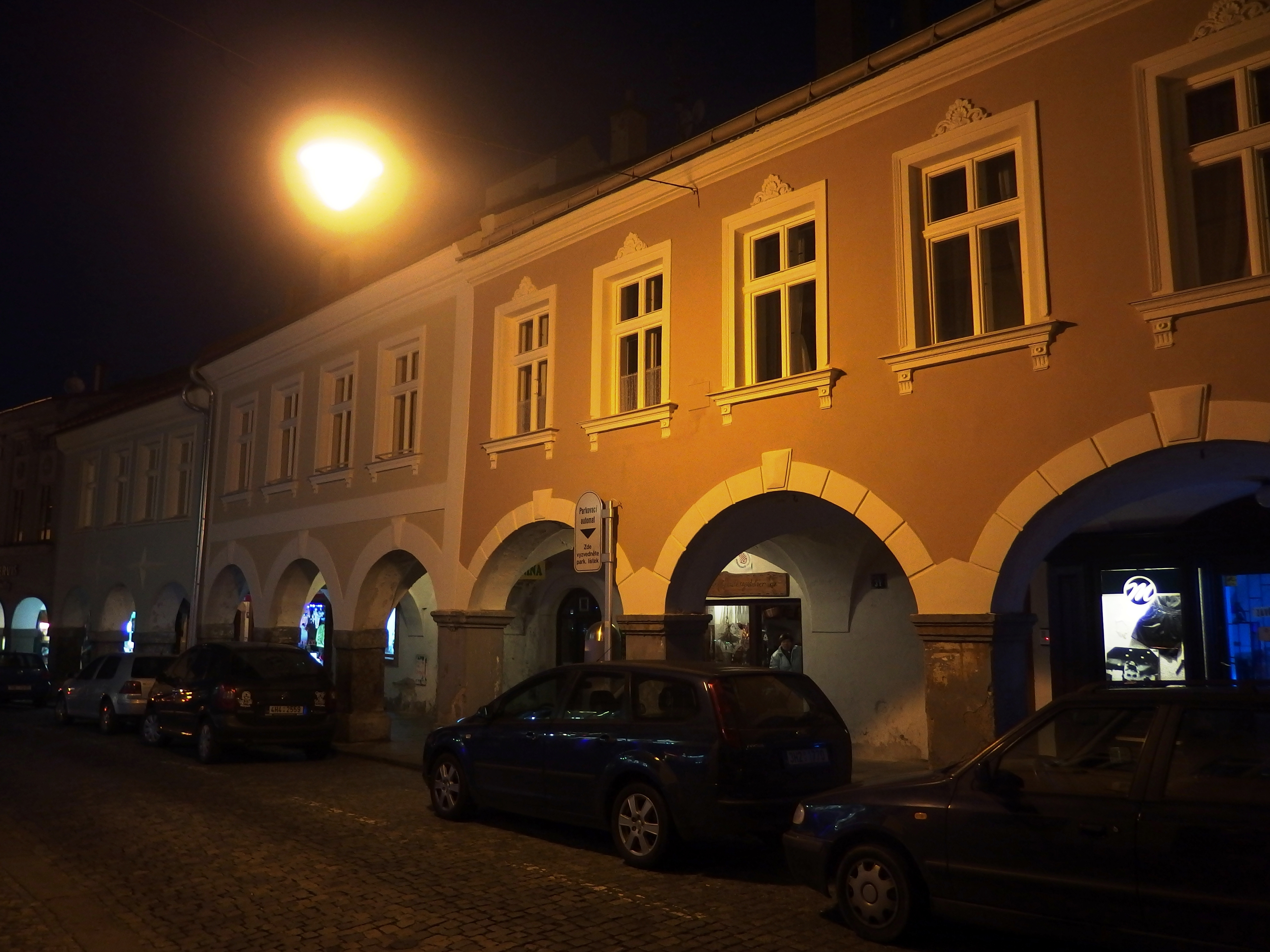
Jihoslovanská

- Jihoslovanská /VM/ – /NOK Slované/ – Jihoslované neboli Jižní Slované, všeobecné označení všech slovanských národů žijících převážně na jihu Evropy, např. Slovinci, Chorvaté, Bulhaři a další. Název ulice tedy nemá nic společného s názvem bývalého státu Jugoslávie a neupřednostňuje ani národy, které ve společném státě žily. ** současný název od r. 1945 * předtím německy Uffo Horn Strasse (česky Uffo Horna) * předtím německy, po roce 1841 Lange Gasse (česky Dlouhá) *
- Jiráskovo náměstí /SP/ – Alois Jirásek (1851–1930), český prozaik, dramatik a politik, autor řady historických románů. Toto náměstí, centrum České čtvrti a sídlo českých menšinových škol, po něm bylo čestně pojmenováno, jako po výrazném českém představiteli a politikovi. Na rohu náměstí mu byla odhalena bysta.
- Jiřího Wolkera /KRY/ – /NOK spisovatelé/ – Jiří Karel Wolker (1900–1924), český básník. ** současný název od 70. let 20. stol.? * předtím od r. 1945 Hubertova * předtím německy Hubertus Gasse (česky Hubertská/Hubertova) *
- Jívová /DP/ – /NOK listnaté stromy/ – jíva, celým jménem vrba jíva, listnatý strom.
- Junáků /POR/ – /NOK spolky a organizace/ – junáci, největší československá skautská organizace, v době okupace zakázána nacisty a brzy po válce zase komunisty.
- Justova /HSM/ – /NOK trutnovské osobnosti/ – Antonín Just (1921–2018), kronikář města Trutnova a regionální historik Trutnovska.

### K
- K Bělidlu /HSM/ – vede k býv. bělidlu, továrně, kde se provádělo chemické bělení tkanin.
- K Běluňce /STU/ – vede k říčce Běluňce.[5]
- K Bojišti /HP/
- K Břízkám /VOV/ – vede k úžlabině, obrostlé mladými břízami, tj. břízkami.
- K Červenému kopci /SP/ – vede k Červenému kopci (494 m n. m.).
- K Domkům /HSM/ – vede k novým rodinným domkům.
- K Lánům /DP/ – vede ke kopci Lány (512 m n. m.). Zároveň ulice vede k někdejším lánům pole, podle nichž kopec dostal jméno.
- K Lázním /DP/ – vede k městským lázním (krytému bazénu).
- K Lesíku /VNY/ – vede k lesíku, malému lesu.
- K Lesu /LIB/ – vede k lesu.
- K Lípě /VOV/ – vede k vzrostlé lípě.
- K Mostu /POR/ – vede k mostu přes řeku.
- K Nádraží /POR/ – vede k vlakovému nádraží Trutnov střed.
- K Náhonu /DSM, SP/ – vede k vodnímu náhonu do textilní továrny. Východní konec ulice náhon překonává (nadchází)po nízkém akvaduktu.
- K Novému Domovu /POR/ – vede k osadě Nový Domov.
- K Pastvinám /LIB/ – vede k pastvinám.
- K Pěti bukům /HSM/ – vede k místu v lese, které se nazývá U pěti buků. Z původních pěti buků rostoucích těsně vedle sebe se zachovalo pouhé torzo.
- K Poříčské stráni /KRY/ – vede k Poříčskému hřbetu (521 m n. m.), kterému se na západní straně směrem od Kryblice říká Poříčská stráň.
- K Potůčku /LIB/
- K Přejezdu /DP/ – vede k železničnímu přejezdu.[5]
- K Příkopu /VM/ – vede k býv. hradebnímu příkopu.
- K Remízku /POR/
- K Rybníčkům /VOV/ – vede k býv. rybníčkům, malým rybníkům.
- K Řece /POR/ – vede k řece Úpě.
- K Samotě /LHO/ – vede k samotě, osamocenému domku dále od vesnické zástavby.[4]
- K Silnici /HSM/ – vede k tzv. nové silnici, obchvatu města.
- K Soutokům /POR/ – vede hned ke třem soutokům u sebe. Náhon a Petříkovický potok se vedle sebe vlévá do říčky Ličné a ta po několika metrech ústí do řeky Úpy.
- K Šancím /VOV/ – vede k někdejším šancím, opevněným valům z doby sedmileté války.
- K Továrně /LIB/ – vede k továrně.[5]
- K Úpě /DSM/ – vede k řece Úpě.
- K Valům /HP/ – vede k někdejším valům, opevnění z doby sedmileté války. Zároveň ulice směřuje k vrchu Valy (476 m n. m.), který dostal po opevnění název.
- K Vébrovce /VNY/ – vede k boudě Vébrovka.
- K Větřáku /OBL/ – vede k býv. větrnému mlýnu, kterým se také říkávalo větřák.
- K Zahrádkám /KRY/ – vede k zahrádkám, tj. malým zahradám ve velké zahrádkářské osadě na Kryblici.
- K Zastávce /LIB/ – vede k železniční zastávce Libeč.
- Kacíř /KRY/ – vede osadou Kacíř, která se nachází v rokli stejnojmenného potoka. Název Kacíř (530 m n. m.) má také kopec nad roklí. Původ názvu není znám.
- Kalnovodská /HSM/ – vede k vlakovému nádraží Kalná Voda. Zároveň ulice vede směrem ke vsi Kalná Voda.
- Kamenická /HSM/ – vede ke kamenické dílně u hřbitova.
- Karpatská /HSM/ – /NOK horstva/ – Karpaty, pohoří ve Východní Evropě.
- Ke Brodu /ADM/ – vede ke brodu přes řeku.
- Ke Dráze /POR/ – vede k železniční dráze, respektive k nádraží Trutnov – Poříčí
- Ke Dvorci /STR/ – vede ke dvorci, býv. malému panskému dvoru.[5]
- Ke Hranné /STR/ – vede k vrchu Hranná (554 m n. m.).[5]
- Ke Hřbitovu /BOH/ – vede k Bohuslavickému hřbitovu.[5]
- Ke Chlumům /STU/ – vede k místu, zvaného Chlumy. Slovo Chlum v dřívějších dobách označovalo kopec, vrch či pahorek, a proto ulice vede k místu, kde se nachází několik pahorků.[5]
- Ke Kamenům /LHO/ – vede na Čížkovy kameny (631 m n. m.), lesní hřeben s pískovcovými skalními útvary, dříve též zvaný Kozí kameny.[4]
- Ke Kravínu /OBL/ – vede ke kravínu.
- Ke Kryblici /BOH/ – vede z Bohuslavic ke Kryblici, části města.
- Ke Kříži /KRY/ – vede k místu, kde stával u cesty kříž.
- Ke Skalám /VNY/ – vede ke skalám v lese.
- Ke Skládce /BOH/ – vede k městské skládce odpadků.
- Ke Smírčímu kříži /STU/ – ve ke smírčímu kříži.[5]
- Ke Stanici /HSM/ – ve k železniční stanici (vlakové nádraží).
- Ke Starosti /BOJ/ – vede směrem k osadě Starost, součást obce Staré Buky.
- Ke Statku /HSM/ – vede k býv. statku.
- Ke Trati /HP/ – vede k železniční trati.
- Kiesewettrova /SP/ – /NOK trutnovské osobnosti/ – Wilhelm Kiesewetter.
- Kladská /BOH, POR/ – vede směrem do Kladska, historického území Českého království a zároveň do města Kladska (polsky Kłodzko), nyní na území Polska.
- Klenová /DP/ – /NOK listnaté stromy/ – klen, celým jménem javor klen, listnatý strom.
- Kmochova /SP/ – /NOK skladatelé/ – František Kmoch (1848–1912), český hudební skladatel dechové hudby a dirigent. ** současný název od roku 1979? * předtím od r. 1945 Máchova * předtím německy Gendorf Strasse (česky Gendorfova) *
- Kolmá /POR/ – /NOK odbočka z hlavní ulice/ – ulice odbočuje kolmo z hlavní ulice Náchodská.
- Komenského /HP, SP/ – /NOK husité/ – Jan Amos Komenský (1592–1670), poslední biskup Jednoty bratrské, český teolog, filosof, pedagog a spisovatel.
- Komenského náměstí /HP/ – /NOK husité/ – viz Komenského ulice.
- Koncertní /HP/ – vede okolo Koncertní síně Bohuslava Martinů.
- Koncová /HSM/ – nachází se na konci města.
- Kopeček /HSM/ – nachází se na kopečku.[5]
- Kopretinová /HSM/ – /NOK květiny/ – kopretina, luční květina.
- Kostelní /VM/ – vede ke kostelu Narození Panny Marie.
- Kostelní stezka /VM/ – stezka stoupá po stráni ke kostelu Narození Panny Marie.
- Koutecká lávka /POR/ – lávka spojuje osadu Kouty s Poříčím.
- Kožešnická /POR/ – vede k býv. kožešnickému závodu KARA.
- Kpt. Jaroše /DP/ – /NOK čs. hrdinové 2. světové války/ – kapitán Otakar Jaroš (1912–1943), český velitel 1. roty 1. československého samostatného praporu v SSSR. Padl při bojích s fašisty v bitvě u Sokolova. Jeden z osmi československých občanů, kteří získali nejvyšší vyznamenání Hrdina Sovětského svazu. Jaroš jej dokonce získal jako první cizinec.

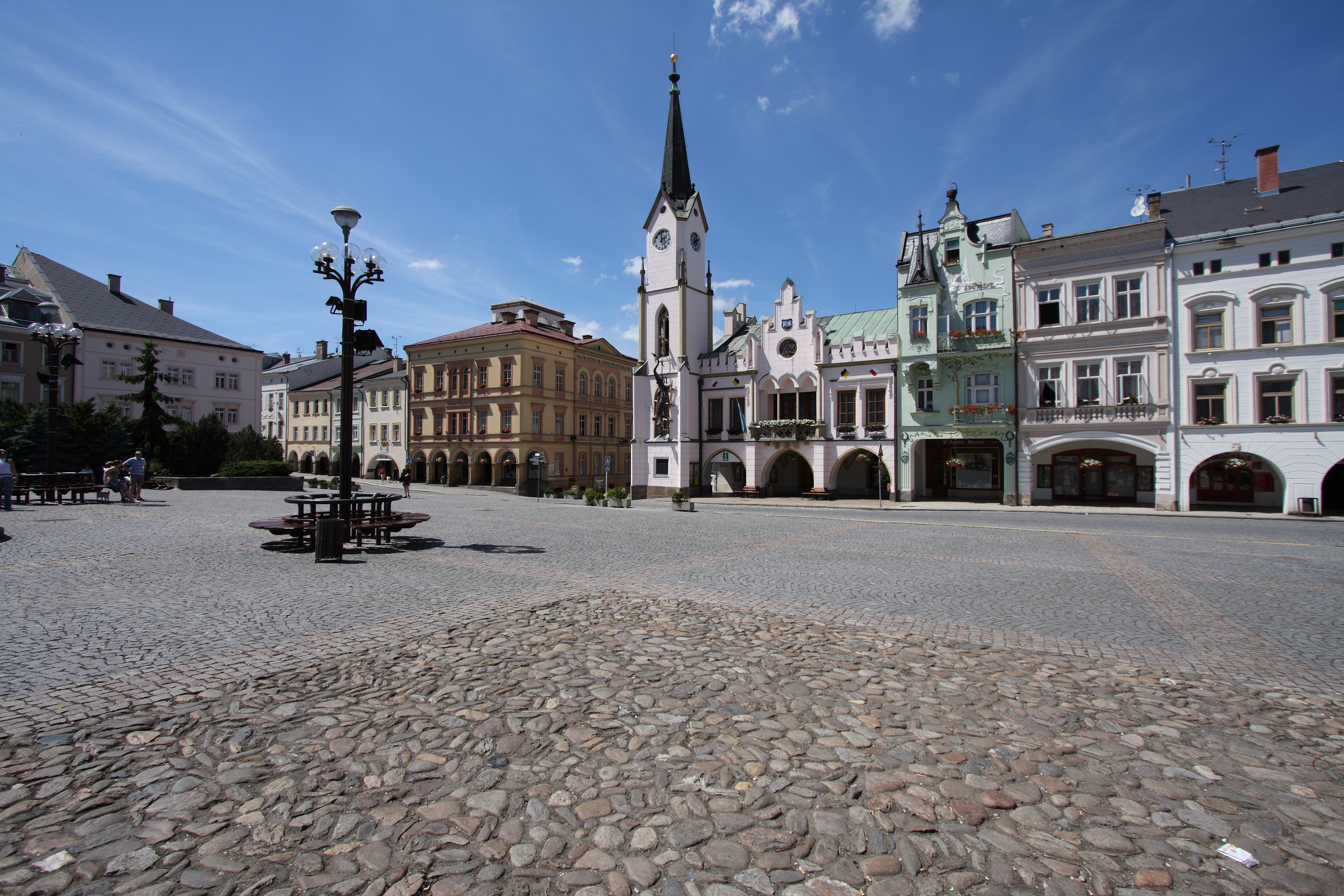
Krakonošovo náměstí

- Krakonošovo náměstí /VM/ – Krakonoš, bájný duch hor mající různé podoby, ochránce Krkonoš. Název pro náměstí byl vybrán přednostně před různými politiky z důvodů, že je jedním ze symbolů města. Přímo uprostřed náměstí stojí Krakonošova kašna s jeho sochou a na rohu náměstí zase obchodní dům Krakonoš. ** současný název od r. 1990 * předtím Gottwaldovo náměstí * předtím Stalingradské náměstí * předtím od r. 1945 náměstí Edwarda Beneše * předtím od r. 1938? německy Adolf Hitler Platz (česky náměstí Adolfa Hitlera) * předtím německy Ring Platz (česky Rynek neboli náměstí) *
- Královecká /LIB/ – vede po silnici I/16 do Královce, obce na hranicích s Polskem.
- Královédvorská /HP/ – vede po silnici I/37 směrem do Dvora Králové nad Labem.
- Krátká /POR/ – ulice je krátká, měří jen několik desítek metrů.
- Krkonošská /DSM, HP, HSM/ – /NOK horstva/ – Krkonoše, nejvyšší české pohoří. Ulice byla pojmenována ještě před vznikem NOK neboť hlavním důvodem je, že vede do Krkonoš. Až teprve později byly ulice podél ní pojmenovány po pohořích a společně začleněny do jednotného NOK.
- Krkonošský most /HSM/ – byl postaven na nové silnici I/14 z Trutnova do Krkonoš. Navíc u jižního konce mostu končí Krkonošská ulice.
- Kryblická /DP, KRY/ – spojuje centrum města s Kryblicí. Jedná se o nejstarší a dlouhou dobu jedinou ulici na Kryblici, než jí nahradila dnešní ulice Maxima Gorkého.
- Kryblický most /DP, KRY/ – spojuje Dolní Předměstí na levém s Kryblicí na pravém břehu řeky.
- Křenovská /LIB/ – vede směrem do Křenova, místní části obce Bernartice.
- Křižíkova /HP, SP/ – František Křižík (1847–1941), významný český technik, vynálezce a průmyslník. Ulice byla pojmenována po této osobě hlavně z důvodů, že vede okolo někdejších Křižíkových závodů (zkráceně Křižík), později podnik ZPA. Po tomto závodě, nikoliv přímo po osobě, je v Trutnově též pojmenována čtvrť Křižík.
- Křížová cesta /VNY/ – ulicí vede obnovená křížová cesta z Voletin k býv. kapli sv. Anny (u Vébrovky).
- Křížové náměstí /HP/ – na původně menším náměstí stával kříž. V období komunistické vlády byly celé bloky domů okolo zbourány a náměstí ve své podobě přestalo existovat. Později se zvětšená plocha změnila na parkoviště.
- Kubelíkova /SP/ – /NOK skladatelé/ – Jan Kubelík (1880–1940), český hudební skladatel a houslista, otec slavného dirigenta Rafaela Kubelíka.

### L
- Laudonova /HP/ – /NOK Sedmiletá a slezské války/ – Ernst Gideon von Laudon (1716?-1790), rakouský vojevůdce a jeden z největších vojevůdců 18. století. Proslavil se ve válkách s Pruskem a proti Osmanské říši.
- lávka Na Struze /DP, VM/ – lávka pro pěší byla vybudována jako nadchod přes průjezdní ulici Na Struze.
- Lázeňský most /DP, KRY/ – nachází se městských lázní (krytého bazénu). Až do 50. let 20. stol. stával tento železný příhradový most u kina, jako Špitálský most. Ale protože byl moc úzký a s malou nosností, nahradil jej betonový a starý most byl přesunut na dnešní místo u lázní. Ze stejného důvodu byl po roce 2000 most uzavřen dopravě i na současném místě a slouží už jen jako lávka pro pěší a cyklisty. Pro silniční dopravu byl postaven vedle nový Kryblický most.
- Lesnická /HP/ – vede okolo lesnické školy.
- Lesní /KRY/ – vede blízko lesa. ** současný název od r. 1990. * předtím od r. 1979? Ukrajinská * předtím od r. 1945 Lesní * předtím německy Wald Gasse (česky Lesní) *
- Letní /VOV/ – /NOK léto/ – léto, nejteplejší roční období. Název však vznikl ještě před vytvořením NOK, protože ulice se nachází na tzv. letní straně – tj. strana údolí, kam více svítí slunce a po zimě tam dříve roztává sníh.
- Lhotecká /LHO, POR/ – vede z Poříčí do Lhoty.[4]
- Libavská /VNY/ – vede po silnici I/16 směrem do polského města Libava (polsky Lubawka).
- Libušinka /DP, SP/ – /NOK české báje/ – podle kněžny Libuše. Původně zamýšlený název Libušina byl neobvykle zdrobněn a upraven do prvního pádu, aby doplnil název souběžné ulice Šárka.
- Ličná /VNY/ – ulice dostala název po říčce Ličné, podél které vede..
- Lípová /HP/ – historický název. Zřejmě tu dříve rostly lípy.
- Lípové náměstí /POR/ – v parku na náměstí rostou lípy.
- Lísková /DP/ – /NOK listnaté stromy/ – líska, listnatý strom a keř.
- Lnářská /SP/ – /NOK výrobní odvětví/ – lnářství, výrobní odvětví zabývající se pěstováním a zpracováním lnu. Ulice navíc vznikla v místech, kde dříve stávala dělnická kolonie lnářů, dělníků blízké textilní továrny, kde se len zpracovával.
- Lomená /DP/ – ulice nevede přímo, ale má lomený tvar.
- Lomní /DP/ – vede k býv. kamenolomu na červený pískovec.
- Luční /LIB/ – vede na louku.
- Lužická /HP/ – /NOK slované/ – Lužičtí Srbové, malý slovanský národ žijící v historické zemi Lužice, dnes na území Německa u hranice s Polskem. Jedná se o jedinou ulici slovanského NOK, která je od ostatních poměrně vzdálena a nachází se v jiné čtvrti.

### M
- M. D. Rettigové /KRY/ – /NOK spisovatelé/ – Marie Dobromila Rettigová (1785–1845). V případě dvou křestních jmen se u trutnovských ulic uvádí jen počáteční písmena a příjmení, nejedná se tedy o zkratku adresy, ale celé jméno ulice.
- Májová /HSM/ – máj, jiné, většinou knižní označení pro jarní měsíc květen. Název ulice nemá s místem nic společného ani nepatří do žádného NOK. Jedná se o umělé nahrazení původního označení ulice 1. máje, tedy svátku práce, který byl komunistickým režimem propagandisticky zneužit a po roce 1989 bylo vhodné název změnit.
- Malá /HP/ – ulice je malá svými rozměry, krátká a málo široká.
- Malé náměstí /SP/ – název upřesňuje, že se jedná o malou plochu náměstí.
- Mánesova /KRY/ – /NOK malíři/ – Josef Mánes (1820–1871), český malíř, ilustrátor a grafik.
- Marianská /LHO/ – do 70. let 20. století stála přesně v místě dnešního začátku ulice kaple Panny Marie, která byla barbarsky zbourána kvůli stavbě nového mostku přes potok. Do té doby vedla ulice okolo kaple po jiném mostku a kolem domu s obchodem, ale komunistickému režimu se kaple ve středu obce nehodila a tak byl vyprojektován nový most, cesta a samoobsluha tak, aby se kaple schválně musela zbourat. Její trosky včetně sousedící sochy sv. Jana byly použity na zásyp silnice a spolu s kaplí byl zbourán mostek i obchod.[4]
- Marie Kudeříkové /DP/ – /NOK čs. hrdinové 2. světové války/ – Marie Kudeříková (1921–1943), česká studentka, členka protifašistického domácího odboje. Zatčena gestapem a po dvou letech věznění v 22 letech popravena.
- Marie Majerové /KRY/ – /NOK spisovatelé/ – Marie Majerová (1882–1967), česká spisovatelka a novinářka.
- Marie Pujmanové /KRY/ – /NOK spisovatelé/ – Marie Pujmanová (1893–1958), česká spisovatelka a novinářka.
- Markoušovická /LHO/ – vede směrem do obce Markoušovice.[4]
- Maxima Gorkého /DP, KRY/ – Maxim Gorkij (1868–1936), ruský spisovatel, dramatik, básník a revolucionář. Ač to nebyl Čech, Komunistická strana tento název přímo vnutila do literárního NOK, kde podle pravidel mohou být pouze čeští spisovatelé a básníci. Snahou bylo nejen odstranit původní název Francouzská, který oslavoval západní spojence, ale též propagandisticky připomenout spojenectví se Sovětským svazem a samozřejmě se zalíbit okupantské sovětské posádce trutnovských kasáren. Po pádu komunistického režimu byla navržena změna názvu, ale nakonec byla odložena kvůli obrovskému množství obyvatel ulice, které by změna adresy postihla.
- Mentzlova /VNY/ – Karl Mentzel (zemřel 10. 3. 1810), voletinský rychtář, byl též hlavním organizátorem a vůdcem trutnovských poddaných během nevolnických povstání roku 1775. Po této významné voletinské osobnosti byla pojmenována páteřní komunikace ve Voletinách.
- Mezi Ploty /DP/ – ulička vede mezi ploty.
- Mezní /HP, VOV/ – vede po rozmezí, tj. rozhraní Horním Předměstím a Volanovem. Název nemá nic společného s mezí, oddělující dvě pole.
- Michnova /SP/ – /NOK skladatelé/ – Adam Václav Michna z Otradovic (1600–1676), český hudební skladatel, sbormistr a varhaník.
- Mírová /HSM/ – /NOK osvobození od fašismu/ – mír, který nastal po osvobození od fašismu.
- Mládežnická /HSM/ – mládežníci neboli mládež. Ve své době spíše tendenční název dostala ulice hlavně kvůli základní škole, ke které vede a do které žáci i mládež z celého sídliště chodí.
- Mladobucká /HSM/ – vede do obce Mladé Buky.
- Modřínová /DSM/ – /NOK jehličnaté stromy/ – modřín, jehličnatý strom.
- Moravská /HSM/ – /NOK československá území/ – Morava, historická země na území Československa.
- most U Jezu /HSM/ – nedaleko mostu se nachází říční jez.
- Mostní /BOH/ – vede k býv. mostu, po kterém silnice I/14 překračovala řeku Úpu, než byla odkloněna na nový most v těsné blízkosti a starý most byl zbourán.
- Mühlbergrova /SP/ – /NOK trutnovské osobnosti/ – Josef Mühlberger (1903–1985), německo-český spisovatel, překladatel a literární historik. Trutnovský rodák. V Německu, kam musel po válce odejít, se každé dva roky uděluje Cena Josefa Mühlbergera za mimořádný literární či ediční počin.
- Muchova /KRY/ – /NOK malíři/ – Alfons Mucha (1860–1939), český malíř a designér v období secese.

### N
- Na Bělidle /HSM/ – vede podél areálu býv. bělidla, továrny, kde se provádělo chemické bělení tkanin.
- Na Besedě /DSM/ – původ názvu neznámý, zřejmě se tak označovala dělnická kolonie, stojící v ulici.
- Na Břehu /POR/ – vede po břehu řeky Úpy.
- Na Dílech /DSM/ – nachází se na pozemku, který byl v minulosti rozdělen na mnoho malých dílů.
- Na Dvorkách /HSM/ – nachází se mezi domy býv. dělnické kolonie a vstup do domů je z jejich dvorků.
- Na Hamru /LHO/ – nachází se v místě, u kterého dříve stával vodní hamr, tj. kovářská dílna.[4]
- Na Hrázi /POR/ – vede po hrázi řeky.
- Na Konečné /HSM/ – nachází se na konečné autobusu trutnovské MHD.
- Na Kopci /POR/ – nachází se na kopci nad řekou.
- Na Kopečku /HP/ – název pochází ještě z doby, kdy bylo Horní Předměstí od Vnitřního Města odděleno hradbami s příkopem, takže domy za příkopem při pohledu z města stály na kopečku. Navíc je tato lokalita položena nahoře nad městem. Ulice ve skutečnosti na žádném kopečku není, ale pouze ve stráni.
- Na Lukách /DP, KRY/ – vede po někdejších lukách (loukách), které se dříve nazývaly Pacovy louky.
- Na Nivách /SP/ – vede okolo parku Nivy, který je pozůstatkem původní říční nivy.
- Na Odbočce /HSM/ – nachází se v lokalitě Na Odbočce, která svému názvu vděčí někdejší důležité křižovatce na silnici z Trutnova do Krkonoš, ze které odbočovala silnice do Slezska. Křižovatka má dodnes tvar písmene V a kvůli nepřehlednému ostrému úhlu byla v roce 1977 přesunuta na jiné místo. Nedlouho poté byly obě hlavní silnice odkloněny na obchvat Horního Starého Města a kříží se ještě dále.
- Na Okraji /STR/ – nachází se na okraji vesnické zástavby.[5]
- Na Pahorku /VM/ – nachází se na tzv. pahorku Lží, či také pahorku Výmyslů, na kterém mělo podle báje o založení města dojít k souboji s drakem.
- Na Pile /BOH/ – nachází se u bohuslavické pily, dílny, kde se zpracovává dřevo.
- Na Pláni /HP/ – nachází se na do té doby nezastavěné, mírně se svažující pláni.
- Na Přebytku /DSM/ – pro pozemky, na nichž ulice vznikla, zřejmě nebylo hospodářské využití a tudíž dříve přebývaly. Název pro nově vzniklou ulici byl převzat ze staré indikační skici z roku 1841, na níž je v této lokalitě uveden historický název „Überschaar“, v překladu znamenající „přebytek“.
- Na Rovince /VOV/ – nachází se na malé rovině, náhorní plošině nad strží.
- Na Schodech /KRY/ – na konci ulice dříve stávaly schody, po kterých se scházelo dolů do Kryblické ulice.
- Na Skalce /POR/ – nachází se na náhorní plošině, která je od řeky oddělena prudkou strží, původně zřejmě skalkou. Název ulice přejat ze starého místního jména lokality.
- Na Spáleném /STU/ – nachází se u domů, které byly postaveny na spálených, tedy na spáleništi.[5]
- Na Statku /VOV/ – nachází se v areálu zrušeného statku.
- Na Stráni /POR/ – nachází se na stráni nad řekou.
- Na Struze /DP, HP, VM/ – historický název, jeden z nejstarších ve městě, připomíná doby, kdy tudy nevedla ulice, ale zdejší roklinou protékal malý potok, tedy strouha, struha. Potok kromě napájení malých rybníčků pomáhal chránit středověké město, neboť tekl mělkou rozbahněnou strouhou před hradbami, možná přímo hradebním příkopem. Později byly prameny potoka zachyceny a vodovodem zásobovaly město. Tímto však voda ve struze ztratila průtok, později byla struha postupně zasypávána a voda převedena do kanalizačního potrubí. V 60. letech 20. století byla část zástavby zbourána a ulicí Na Struze postaven široký silniční průtah, ten však na druhou stranu vytvořil obchvat historického jádra Trutnova (Vnitřního Města). V roce 1990 byl rozsah názvu ulice rozšířen i na přejmenovanou ulici Československých letců a od té doby vede ulice Na Struze až k řece, do které struha původně ústila.
- Na Svahu /BOH/ – nachází se na svahu kopce.
- Na Svobodě /HP/ – vede někdejší dělnickou kolonií Na Svobodě, nedaleké býv. textilní továrny. Tato ulice měla původně zůstat Dělnickou, ale ryze chybou městských úředníků, kteří se v této lokalitě nepochopitelně vždy o jednu ulici spletli, přidělili název do této části kolonie a severozápadní část Dělnické úplně zbytečně přejmenovali. Název Na Svobodě totiž měla dostat do té doby bezejmenná sousední ulice (nyní Textilácká).
- Na Terase /HSM/ – nachází se na přírodní terase, která je srázem a skalní stěnou oddělena od zástavby v údolí.

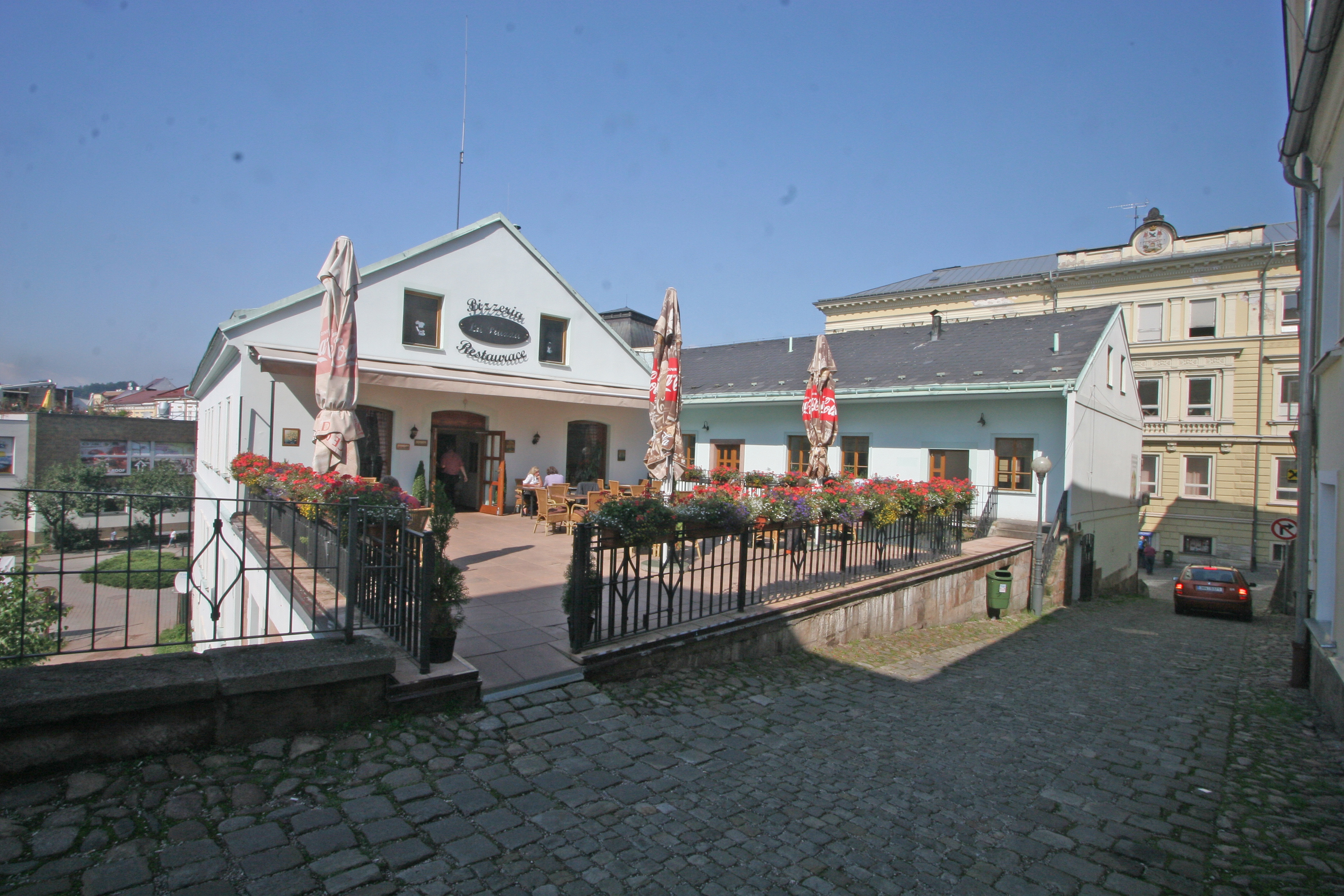
Ulice Na Vrchu

- Na Úbočí /LHO/ – vede po úbočí kopce.[4]
- Na Vrchu /VM/ – jeden z nejstarších názvů ve městě. Ulice se ve skutečnosti nenachází na žádném vrchu nebo kopci, ale ve městě uzavřeném v hradbách se jednalo o jedno z vyšších míst a ulice Na Vrchu k němu prudce stoupá od býv. Střední brány.
- Na Záduší /DP, HP/ – záduší, majetkový fond sloužící hlavně k financování nákladů na údržbu určitého kostela. Součástí záduší byl např. nemovitý majetek (lesy, pole, louky). Ulice vede po někdejších pozemcích zaniklého trutnovského kláštera (špitálu), který stával poblíž v prostoru Niv. Jedná se o jeden z nejstarších názvů ulic ve městě.
- nábřeží Václava Havla /SP, DP/ - původně Revoluční, přejmenována na počest prvního porevolučního prezidenta České republiky
- Nábřežní /DSM, HSM/ – vede po nábřeží řeky.
- Nad Císařskou /VOV/ – nachází se na stráni nad někdejší císařskou silnicí, nyní státní silnice I/16.
- Nad Hřištěm /LHO/ – vede po stráni nad hřištěm.[4]
- Nad Jezem /HSM/ – vede po stráni nad říčním jezem.
- Nad Kaplí /VNY/ – vede po pláni nad kaplí sv. Josefa ve Voletinách.
- Nad Kapličkou /BOJ/ – nachází se nad kapličkou.
- Nad Otáčkou /VOV/ – vede nad otáčkou autobusu trutnovské MHD.
- Nad Plovárnou /KRY/ – vede po stráni nad městskou plovárnou.
- Nad Poříčskou /DP/ – nachází se ve stráni nad cestou do Poříčí, respektive nad Poříčskou ulicí.
- Nad Potokem /VNY/ – nachází se ve stráni nad potokem.
- Nad Roklí /VNY/ – nachází se na mírném svahu nad roklí.
- Nad Rybníčky /STR/ – nachází se ve svahu, pod nímž je několik rybníčků.[5]
- Nad Řekou /BOH/ – vede po stráni nad řekou.
- Nad Silnicí /NR/ – ulice vede souběžně, ale o něco výše nad hlavní silnicí první třídy. ** název od r. 2012, předtím ulice neexistovala*[3]
- Nad Strží /VOV/ – nachází se na náhorní plošině, která je za okrajem zástavby zakončena hlubokou strží.
- Nad Tratí /BOH/ – vede po svahu nad železniční tratí.
- Nad Truhlárnou /BOJ/ – nachází se ve stráni nad truhlárnou.
- Nádražní /SP/ – ulice byla postavena, aby spojila město s vlakovým nádražím.
- Nádražní most /SP/ – byl postaven, aby spojil město s vlakovým nádražím. *1884*
- Náchodská  /DP, POR/ – vede pod silnici I/14 do Náchoda.
- Nákladní /DSM/
- náměstí Horníků /SP/ – /NOK řemesla/ – horník, nebo také havíř, člověk pracující v dolech, kde se těží nějaký nerost (uhlí, ruda apod.). Toto náměstí bylo pojmenováno po hornících schválně, protože celé sídliště Křižík se stavělo hlavně pro horníky. Stěna jednoho z domů dokonce znázorňuje oslavný, v době vzniku ovšem hlavně propagandistický obraz, zhotovený sgrafitovou technikou.
- náměstí Hraničářů /SP/ – hraničář, strážce hranic. Náměstí bylo pojmenováno přímo po hraničářské vojenské posádce, sídlící v trutnovských kasárnách.
- náměstí Osvobození /KRY/ – na památku osvobození Trutnova 9. května 1945 Sovětskou armádou. Náměstí se sice nachází ve středu literárního NOK a bylo by vhodnější, kdyby neslo jméno českého spisovatele nebo básníka, ale v období komunistické normalizace byla snaha zavděčit se sovětským okupantům, sídlícím v trutnovských kasárnách. Hlavním důvodem však bylo přejmenování do té doby Pařížského náměstí a sousední Francouzské ulice, oslavující západní spojence. Po pádu komunistického režimu byla navržena změna názvu, ale nakonec k ní nedošlo, protože slovo osvobození je v podstatě neutrální. Změna proto byla odložena.
- náměstí Republiky /SP/ – na oslavu, po pádu komunistické moci znovu svobodné a demokratické Československé republiky. Název vznikl v době společné federace, a proto jím není myšlena samostatná Česká republika.
- náměstí Svobody /HP/ – na oslavu svobody, kterou umožňuje život ve svobodné zemi. Název paradoxně vznikl v době komunistického režimu, kdy se o svobodě mluvit opravdu nedalo.
- Národní  /SP/ – vede okolo Národního domu, který nechala postavit česká národní menšina v jinak německy mluvícím městě Trutnově.
- Nepřímá /HSM/ – nevede rovně (přímo), ale klikatí se.
- Nová /SP/ – jedno ze starších názvů ulic ve městě. Název pravděpodobně vznikl v době, kdy byla zástavba města rozšiřována a byla vybudována tato nová ulice. V 80. letech 20. století byly celé bloky domů srovnány se zemí, aby ustoupily novému autobusovému nádraží. Nová ulice byla přerušena a dnes z ní zbylo pouze krátké torzo.
- Novodvorská /DP, SP/ – vede do Nových Dvorů, původně malé venkovské osady za městem.
- Novodvorský most /DSM/ – po mostě vede cesta do Nových Dvorů.
- Novoměstská /DP/ – jeden ze starších názvů ulic ve městě, který vznikl zřejmě v době rozšiřování zástavby. Ulice byla dlouhá desetiletí pouze slepou krátkou odbočkou, se kterou se však už od počátku počítalo, jako s hlavní páteřní komunikací, vedoucí k rozsáhlé výstavbě nové čtvrti, tedy nového města.
- Novorokytnická /NR/ – hlavní páteřní ulice, procházející Novým Rokytníkem.
- Nový Domov /POR/ – jediná ulice, procházející osadou Nový Domov.
- Nový most /SP/ – byl postaven, aby odklonil dopravu ze starého kamenného mostu u nádraží (Nádražní most), stojícího v sousedství.

### O
- Obecní /OBL/ – jedná se o původní obecní cestu, která spojovala Oblanov s Volanovem do doby, než byla vybudována nová silnice vedoucí roklí (dnešní Oblanovská ulice).
- Obchodní /DSM, HP/ – /NOK průmyslová a obchodní zóna/ – jedná se o hlavní ulici vedoucí středem obchodní (nákupní) zóny. ** název od r. 2012, předtím ulice neexistovala*[3]
- Obilná /POR/ – /NOK obilniny/ – obilí nebo též obilniny, všeobecný název pro rostliny pěstované kvůli zrní.
- Oblanovská /OBL, VOV/ – vede do Oblanova.
- Obloukový most /POR/ – most má mírně klenutý tvar vozovky do tvaru oblouku. Nejedná se tedy klasický obloukový most. Dříve zde stával železný příhradový most. ** název od r. 2011, předtím beze jména *
- Obránců míru /HP/ – obránce míru, může být jednotlivec, ale i skupina, či celý národ, bránící mír. Název byl ovšem přidělen v době, kdy měl spíše oslavovat armádu, ochranu a obranu míru. Název byl ponechán neboť je své podstatě neutrální. Bohužel narušuje husitský NOK.
- Odlehlá /VOV/ – ulice se nachází poněkud stranou, leží dál od původní zástavby Volanova.
- Okrouhlá /POR/ – ulice nevede přímo, ale má okrouhlý tvar.
- Olšová /DP/ – /NOK listnaté stromy/ – olše, listnatý strom.
- Osiková /DP/ – /NOK listnaté stromy/ – osika, listnatý strom.
- Oskara Nedbala /SP/ – /NOK skladatelé/ – Oskar Nedbal (1874–1930), český hudební skladatel, dirigent a violista.
- Ostrčilova /DP, SP/ – /NOK skladatelé/ – Otakar Ostrčil (1879–1935), český hudební skladatel a dirigent.
- Oválná /HP/ – ulice vede do tvaru oválu.

### P
- Palackého /HP, VM/ – /NOK národní obrození/ – František Palacký (1798–1876), český historik, politik, spisovatel a zakladatel moderního českého dějepisectví.
- Pampelišková /HSM/ – /NOK květiny/ – pampeliška, též smetánka, luční květina.
- Papírenská /SP/ – /NOK výrobní obory/ – papírenství, zpracování celulózy a výroba papíru v papírnách. Navíc má název připomínat někdejší nejstarší trutnovskou papírnu, která stávala v areálu pozdější textilky.
- Pavla Křížkovského /SP/ – /NOK skladatelé/ – Pavel Křížkovský (1820–1885), český hudební skladatel, sbormistr a katolický kněz.
- Petrklíčová /HSM/ – /NOK květiny/ – petrklíč, neboli prvosenka, luční květina.
- Petříkovická /LHO, POR/ – vede po silnici II/301 do Petříkovic.[4]
- Pionýrů /POR/ – /NOK spolky a organizace/ – označení pionýr, má velice mnoho významů. Ulice byla původně pojmenována po pionýrské organizaci socialistického svazu mládeže, kterou chtěla KSČ usnadňovat působení své moci na školáky. Po pádu komunistického režimu byla ulice určena k přejmenování, ale nakonec bylo rozhodnuto, že původ mezinárodního slova pionýr byl komunisty pouze zneužit a stále znamená průkopník. Navíc Pionýr, už jako demokratické sdružení působí nadále.
- Pláňská /STU/ – vede směrem k vrchu Pláně (532 m n. m.).[5]
- Platanová /DP/ – /NOK listnaté stromy/ – platan, listnatý strom.
- Plovárenská lávka /DP/ – lávka přechází řeku u městské plovárny (koupaliště).
- Pod Antoníčkem /HSM/
- Pod Baterií /BOJ/– /NOK bitva u Trutnova 1866/ – připomínka rakouské čtyřliberní baterie, která měla nedaleko své postavení v bitvě 27.6.1866
- Pod Dráhou /VOV/ – nachází se pod náspem železniční dráhy.[4]
- Pod Hájkem /POR/ – vede pod hájkem, malým hájem (lesíkem).
- Pod Houskou /BOJ/ – vede pod kopcem Houska (519 m n. m.).
- Pod Hrádkem /LIB/ – vede pod zříceninou hrádku Rechenburk.
- Pod Hřištěm /VOV/ – vede ve stráni pod volanovským hřištěm.
- Pod Hůrou /LHO/ – nachází se pod kopcem Hůra (621 m n. m.).[4]
- Pod Chmelnicí /KRY/ – vede po svahu kopce Chmelnice, jehož název pochází z doby, kdy se na jeho svazích opravdu pěstoval chmel pro trutnovský pivovar.
- Pod Kopečkem /HSM/ – vede pod lokalitou Kopeček.
- Pod Lesem /KRY/ – vede ve stráni pod lesem.
- Pod Loukou /LHO/ – vede pod loukou na stráni.
- Pod Panskou /BOH/ – vede pod kopcem, po němž prochází středověká Panská cesta přes Čížkovy kameny.

- Pod Řopíky /LHO/ – ve stráni nad ulicí stojí dva řopíky, tj. malé bunkry ze soustavy pohraničního opevnění Československa.[4]
- Pod Sadem /KRY/ – vede ve stráni pod Městskými sady.
- Pod Silnicí /VOV/ – vede roklí, nad níž vede hlavní silnice I/16.
- Pod Svahem /HSM/ – ulice začíná pod svahem.
- Pod Viaduktem /LIB/ – nad koncem ulice vede vysoký železniční viadukt, vžité označení pro železniční most.
- Pod Železnicí /HP/ – nachází se pod náspem železnice.
- Podstráňská /HP/ – nachází se pod strání a navíc pod lokalitou Na Stráni.
- Polní /SP/ – starý název pochází ještě z doby, kdy ulice vedla na pole. Dnes zastavěné centrum města.
- Polních myslivců /BOJ/ – /NOK bitva u Trutnova 1866/ – Polní myslivci, elitní jednotky pěších vojsk, vznikající již v průběhu 18. století..
- Polská /DP, POR/ – /NOK Slované/ – Poláci, slovanský národ, žijící většinou v Polsku. Název však ulice dostala nezávisle na NOK z důvodů, že vede po silnici I/16 na hranice s Polskem.
- Pomněnková /HSM/ – /NOK květiny/ – pomněnka, květina rostoucí v lesích a na jeho okrajích.
- Porákova /SP/ – /NOK trutnovské osobnosti/ – Arnošt Porák, trutnovský průmyslník.
- Poříčská /DP/ – vede do Poříčí.
- Poslední /BOJ/ – jedná se o poslední ulici v zástavbě Bojiště.
- Poštovní /SP/ – vede okolo budovy hlavní pošty, tj. poštovny.
- Potoční /VOV/ – vede podél potoka.
- Pragovka /DP/ – vede podél autodílen, kde se původně prováděly opravy a prodej vozidel Praga, lidově Pragovka. Toto označení dalo později název celé okolní lokalitě.
- Pražská /HP, VM/ – vede směrem do Prahy. Jedná se o jeden z nejstarších názvů ulic ve městě, kdy touto ulicí vycházela z města cesta Horní nebo též Pražskou branou.
- Pražského povstání /HSM/ – /NOK osvobození od fašismu/ – na památku povstání v Praze 5. května 1945.
- Procházkova /SP/ – Jaroslav Procházka (1889–1976), profesor na místním gymnáziu, okolo kterého ulice vede. Po Druhé světové válce a odsunu německého obyvatelstva z Trutnova se zasloužil o tvorbu českého názvosloví na Trutnovsku, tj. změn zeměpisných jmen, která musela dle nařízení nahradit původní německá. Je autorem poválečného systému pojmenovávání ulic v Trutnově, který však byl během komunistické moci necitlivě přeorganizován.
- Prokopa Holého /HP/ – /NOK husité/ – Prokop Holý, později Veliký (?1380–1434), husitský radikální kněz, politik a vojevůdce.
- Prudká /OBL/
- Průchod /VM/ – jedná se o úzkou uličku či spíše průchod mezi domy.
- Průmyslová /DSM/
- Přádelnická /SP/ – /NOK řemesla/ – přádelník nebo přadlena, řemeslník, zabývající se předením, při kterém se vlákna zakrucují do tvaru, nazývající se příze. Později se příze začala tvořit ve velkém na strojích v přádelnách.
- Přátelství /HSM/ – /NOK spojenectví mezi národy/ – přátelství, mezilidský vztah se vzájemnou náklonností a porozuměním.
- Přerušená /DP/ – po úpravách křižovatky U Kopeckých bylo napojení této ulice přerušeno chodníkem a doprava napojena jinudy. Původní název ulice Lomní změnám nevadil, ale prostřední část ulice musela být kvůli jiným dopravním změnám přejmenována a tak si změnu vyžádala i spodní část.[5]
- Přespolní /DSM, HSM/ – původní nezpevněná cesta vedla přes nezastavěná pole.
- Při Ohradě /VNY/ – je přimknuta k ohradě.
- Příčka /DP, SP/ – /NOK spojky/ – krátká ulice příčně spojuje dvě rovnoběžně vedoucí ulice. Zdrobnělý název Příčka namísto Příčná zdůrazňuje, že se jedná o krátkou spojku.
- Příčná /VM/ – ulice příčně spojuje dvě západní ramena ulic, vycházejících z náměstí.
- Příjezdová /STU/
- Příkrá /HSM/ – příkře, tedy velice prudce stoupá do svahu.
- Přímá /HSM/ – /NOK tvar ulice (mikrookruh)/ – vede přímo.
- Psohlavců /HP/ – /NOK Chodové/ – Psohlavci, přezdívka Chodů, obyvatel chodského příhraničí a také historický román Aloise Jiráska.

### R
- R. A. Dvorského /SP/ – /NOK skladatelé/ – Rudolf Antonín Dvorský (1899–1966), český hudební skladatel, kapelník, klavírista, zpěvák, herec a nakladatel. V případě dvou křestních jmen se u trutnovských ulic uvádí jen počáteční písmena a příjmení, nejedná se tedy o zkratku adresy, ale celé jméno ulice.
- Rechenburská /HSM/
- Rekreační /OBL/
- Rokytnická /BOJ/ – vede po silnici do Starého Rokytníku.
- Rolnická /HP/ – vede ke škole, která kdysi bývala rolnická a dodnes je tak místně označována.
- Roty Nazdar /HP/ – rota Nazdar, československá vojenská jednotka, vzniklá v rámci cizinecké legie. Tento název byl pro ulici vybrán hlavně z důvodů, že vede areálem býv. kasáren.
- Rozmarýnová /HSM/ – /NOK květiny/ – Rozmarýn lékařský, lidově rozmarýna, květina keřovitého vzrůstu.
- Rudolfa Frimla /SP/ – /NOK skladatelé/ – Rudolf Friml (1879–1972), českoamerický hudební skladatel a pianista.
- Růžová /HP/ – jedná se o jeden ze starších názvů ulic. Význam zatím není vysvětlen.
- Růžová cesta /POR/ – jedná se o jeden ze starších názvů ulic. Význam zatím není vysvětlen, pravděpodobně rostly kolem cesty růže.
- Rybova /SP/ – /NOK skladatelé/ – Jan Jakub Ryba (1765–1815), český hudební skladatel, mimo jiné autor České mše vánoční.
- Rýchorská /HSM/ – vede (dnes jen částečně) po silnici II/300 do Rýchor, východní části Krkonošského národního parku.

### Ř
- Říční /SP/ – vede podél řeky.

### S
- S. K. Neumanna /KRY/ – /NOK spisovatelé/ – Stanislav Kostka Neumann. V případě dvou křestních jmen se u trutnovských ulic uvádí jen počáteční písmena a přijméní, nejedná se tedy o zkratku adresy, ale celé jméno ulice.
- Sasanková /HSM/ – /NOK květiny/ – sasanka, horská luční květina.
- Sedloňovská /LHO/ – vede směrem do Starého Sedloňova, části obce Velké Svatoňovice.[4]
- Schwantnerova /SP/ – /NOK trutnovské osobnosti/ – Emil Schwantner, trutnovský sochař.
- Singrova /SP/ – /NOK trutnovské osobnosti/
- Skřivánčí /HP/ – /NOK pěvci/ – skřivan, pták, pěvec. Název ulice však vznikl mnohem dříve, než NOK.
- Slavičí /HP/ – /NOK pěvci/ – slavík, pták, pěvec. Název vznikl uměle, aby doplnil sousední ulici Skřivánčí, čímž vznikl NOK.
- Slepá /HP/ – na konci stojí ulici v cestě dům, a proto nemůže pokračovat. Je tedy slepá.
- Slévárenská /SP/ – /NOK výrobní obory/ – slévárenství, způsob výroby, při kterém se roztavený kov lije do formy. Navíc má název připomínat někdejší Jaeglovu slévárnu železa a strojírnu z roku 1900, která stávala v místech podél dnešní ulice až do 70. let 20. století.
- Slezská /DP, VM/ – /NOK slované/ – Slezané, slovanský národ žijící převážně ve Slezsku. Zároveň se však jedná o historické pojmenování ulice, která z města vycházela býv. Dolní neboli Slezskou branou, protože cesta pokračovala až do Slezska (dnes na území Polska).
- Slovanské náměstí /VM/ – /NOK slované/ – Slované, etnická a jazyková skupina, zahrnující všechny slovanské národy. Název náměstí vznikl jako střed slovanského názvoslovného okruhu (NOK). ** současný název od r. 1990 * předtím od r. 1945 beze jména * předtím německý název nároží Beim Roten Stern (česky U Červené hvězdy) *
- Slovenská /HSM/ – /NOK československá území/ – Slovensko, historická země a později republika na území Československa. Nyní samostatný stát.
- Slunečná /DP/ – ulice dostala název po čtvrti Výsluní, tj. místě vyhřáté sluncem, v níž se nachází.
- Sluneční stráň /HP/ – nachází se na stráni prosluněné sluncem.
- Smetanova /SP/ – /NOK skladatelé/ – Bedřich Smetana (1824–1884), český hudební skladatel. Autor cyklu symfonických básní Má vlast a operami Libuše a Prodaná nevěsta.
- Sněženková /HSM/ – /NOK květiny/ – sněženka, lužní a lesní jarní květina.
- Sojčí /OBL/
- Sokolovská /DP/ – /NOK čs. hrdinové 2. světové války/ – Sokolovo, ukrajinské město, u kterého došlo k jedné z nejvýznamnějších a bohužel též nejtěžších bitev 1. československého samostatného praporu v SSSR s fašisty. Velká část čs. vojáků včetně Otakara Jaroše v bitvě proti ohromné přesile padla.
- Sokolská /POR/ – /NOK spolky a organizace/ – Sokol, neboli Česká obec sokolská (ČOS), české občanské sdružení, dobrovolně se věnující sportům i kulturní činnosti. Sokoly pronásledovali jak nacisté, tak i komunisté.
- Souběžná /DSM, HSM/ – vede souběžně (rovnoběžně) s hlavní ulicí Horskou.
- Spodní /DP/ – podchází spodem čtvrť Výsluní, rozléhající se na stráni.
- Spojenecká /SP/ – na oslavu Spojenců. Jelikož původní název ulice v němčině pochází už z 19. století, není jasné, o které spojence a ze kterého období se název vlastně týká. Po roce 1945 však ulice dostala český název po spojencích v Druhé světové válce.
- Spojka /DP/ – /NOK spojky/ – ulice tvoří jen krátkou spojku mezi dvěma rovnoběžnými ulicemi.
- Spojovací /DSM, SP/ – není jasný původ názvu, protože ulice nyní nic významného nespojuje.
- Sportovní /POR/ – /NOK spolky a organizace/ – sportovní klub, spolek specializující se většinou v jednom sportovním odvětví. Tento název byl navíc schválně zvolen, protože ulice vede okolo sportovního areálu (hřiště) v Poříčí.
- Sportovní most /DP/ – vede ke sportovnímu areálu Na Lukách (stadion Osvobození).
- Srpnová /VOV/ – /NOK léto/ – letní kalendářní měsíc srpen. Název ulice nemá nic společného se srpnovými událostmi roku 1968.
- Stará /BOJ/ – jedná se o původní, starou silnici z Trutnova do Hradce Králové, která byla nahrazena obchvatem části Bojiště.
- Starobucká /NR/ – vede do obce Staré Buky.
- Starolibečská /LIB/ – prochází Starou Libčí, nejstarší částí dnešní Libče.
- Staroměstský most /HSM/ – most se nachází v Horním Starém Městě.
- Starorokytnická /NR/ – vede do Starého Rokytníku.
- Starý statek /VNY/ – nachází se u starého statku, místně nazývaný starý kravín.
- Strážní /VOV/ – vede okolo býv. strážního domku u železniční trati.
- Strmá /POR/ – vede strmě do kopce.
- Strojnická /SP/ – /NOK výrobní obory/ – strojírenství, technický obor, zabývající se návrhem, výrobou a údržbou strojů a zařízení. Navíc má název připomínat někdejší Jaeglovu slévárnu železa a strojírnu z roku 1900, která stávala v místech podél dnešní ulice až do 70. let 20. století.
- Střítežská /STR/ – vede do Stříteže.[5]
- Studená /VOV/ – /NOK zima/ – ulice se kromě zimní strany údolí nachází u potoka, který studené prostředí umocňuje.
- Studenecká /STU/ – vede do Studence, části města Trutnova.[5]
- Suchovršická /BOH/ – vede směrem do Suchovršic, obce za Trutnovem.
- Sukova /DP, SP/ – /NOK skladatelé/ – Josef Suk (1874–1935), český hudební skladatel, houslista a pedagog. Otec houslisty Josefa Suka.

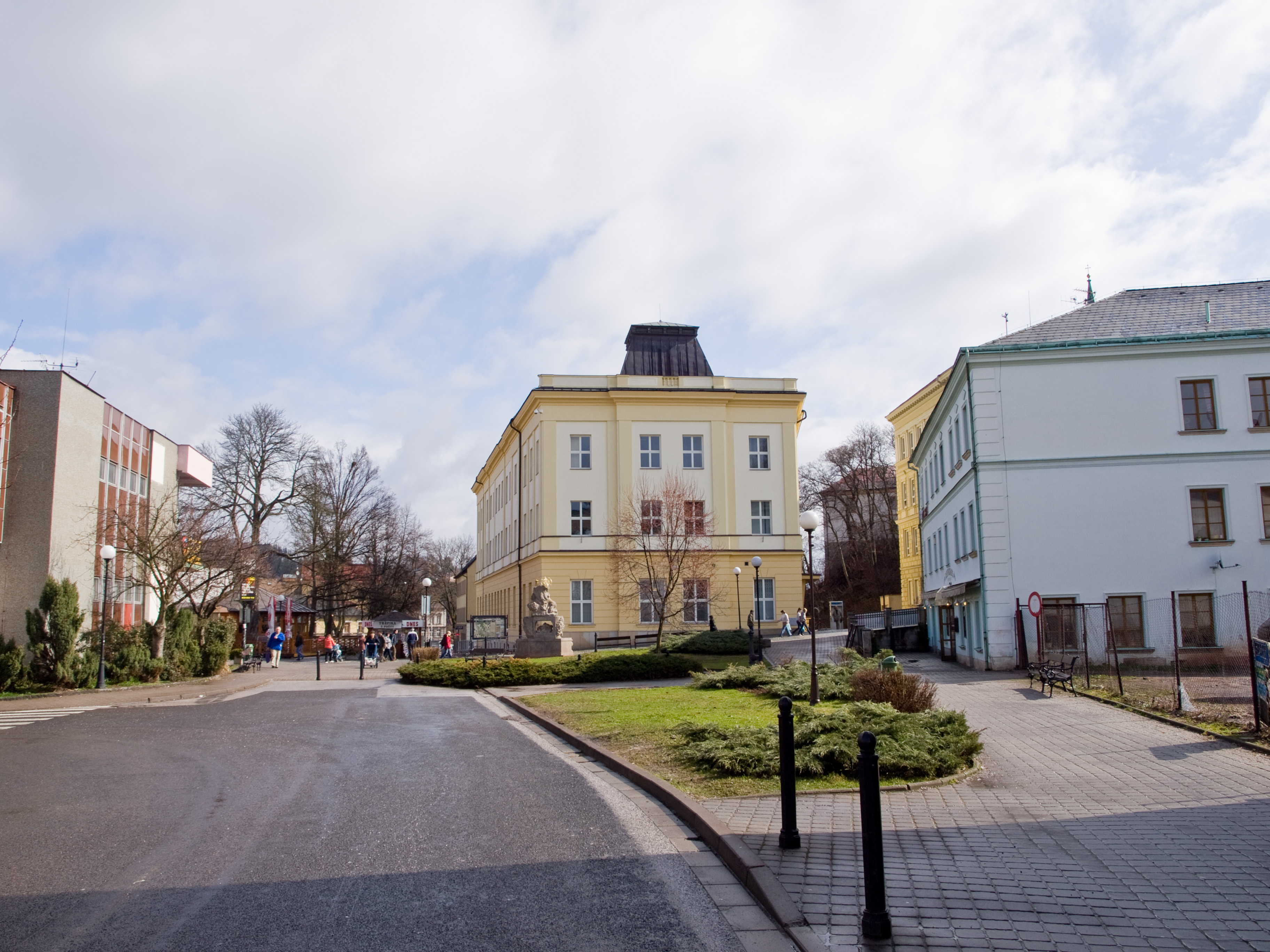
Svatojánské náměstí

- Svatojanské náměstí /VM/ – Svatý Jan Nepomucký, (?1340–1393), generální vikář pražského arcibiskupa, mučedník katolické církve, jeden z českých zemských patronů. Název náměstí byl zvolen po sousoší sv. Jana Nepomuckého a ještě v době, kdy tu nestálo, ale teprve se plánovalo jeho navrácení do původních míst. Dříve stával u zábradlí mostu přes Mlýnský náhon. Ten byl později zasypán a sousoší převezeno za město, aby spolu s okolními domy uvolnilo místo pro stavbu obchodního střediska. Celý obchodní komplex se komunistickému vedení města nepodařilo dokončit a tak přes náměstí trčelo jen torzo nadchodu se schodištěm. Po roce 1990 bylo železobetonové torzo odstraněno a sousoší bylo umístěno přibližně do původních míst.
- Svatoňovická /BOH/ – vede po silnici do Velkých i Malých Svatoňovic. Název ulice však upřednostňuje Velké Svatoňovice, které s Trutnovem sousedí a ulice u nich končí.
- Svažitá /KRY/ – svažuje se údolím potoka Kacíře k řece Úpě.
- Svobodská /HSM/ – vede po silnici I/14 do Svobody nad Úpou, města v podhůří Krkonoš.
- Svojšova /BOJ/ – Svojše, trutnovský měšťan, připomínaný jako svatební svědek na nejstarší trutnovské dochované listině, vztahující se k roku 1260. Svojše byl též zakladatelem a snad i prvním rychtářem vsi Vojští, později Humburk(y), dnes Bojiště.
- Svornosti /HSM/ – /NOK spojenectví mezi národy/ – svornost, čili jednota nebo shoda.

### Š
- Šárka /SP/ – /NOK české báje/ – bojovnice Šárka z pověsti o dívčí válce. Původně zamýšlený název Šárčina byl spolu se souběžnou ulicí Libušinka neobvykle upraven do prvního pádu.
- Šeříková /HSM/ – /NOK keře/ – šeřík, keř.
- Šikmá /DP, POR/ – ulice odbočuje šikmo z hlavní silnice.
- Šípková /HSM/ – /NOK keře/ – šípek, lidové označení růže šípkové. Šípky jsou ve skutečnosti červené, nepravé plody šípkových růží.

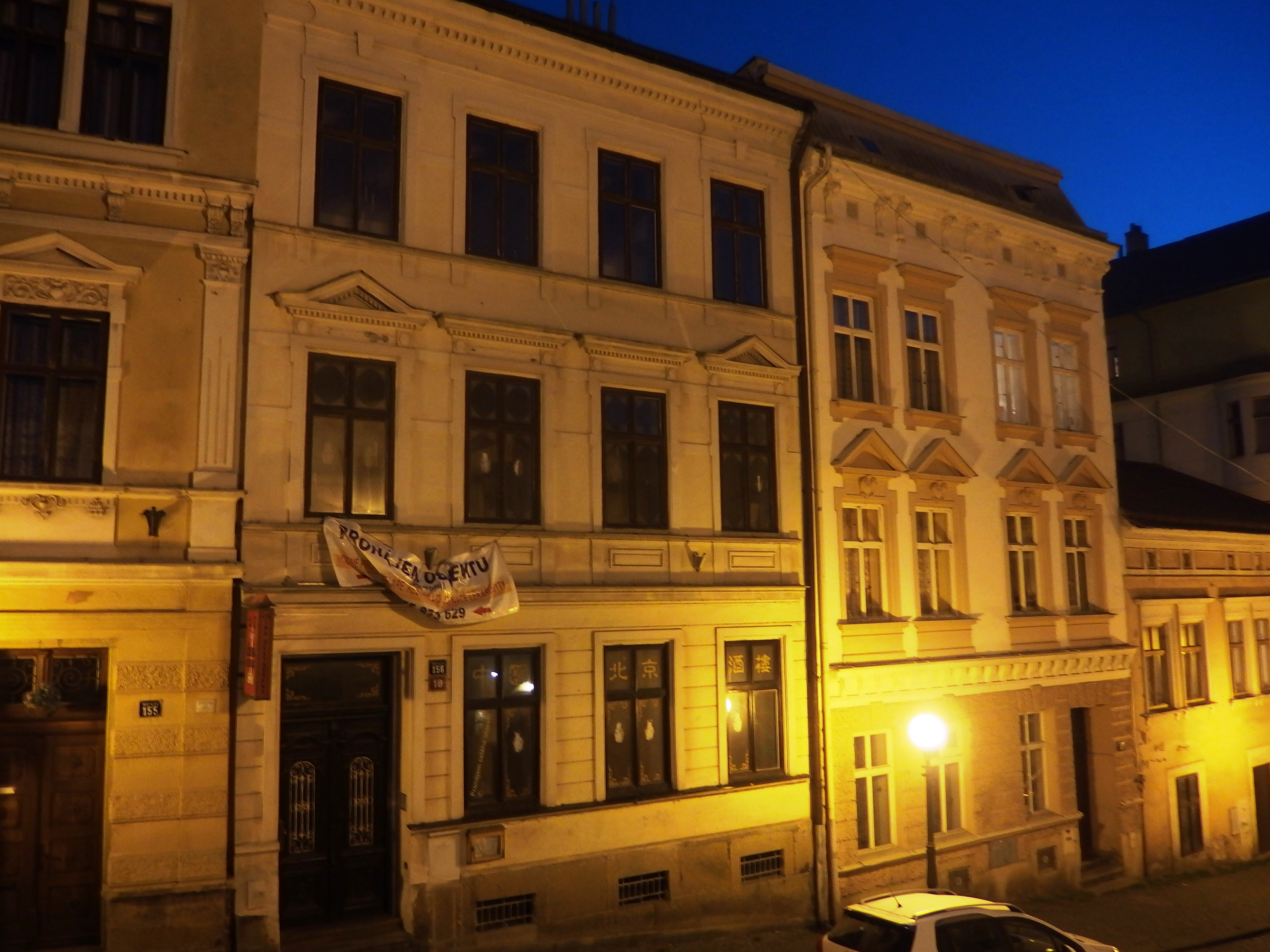
Školní ulice v noci

- Školní /VM/ – v ulici se nachází hned několik školních budov vedle sebe.
- Škroupova /SP/ – /NOK skladatelé/ – František Jan Škroup (1801–1862), český hudebník, dirigent a hudební skladatel. Stejného příjmení jsou i jiní hudební skladatelé, ale tato ulice patří Františku Škroupovi.
- Šosovní /BOJ/ – šos, poddanská renta, převedená na plat. Původní obec (dnešní Bojiště) bývala tzv. šosovní vsí. Ulice nemá se šosem přímo nic společného, název byl zvolen uměle jen z důvodů, že se ulice nachází na Bojišti, někdejší šosovní vsi.
- Špitálský most /DP/ – u mostu stával Špitálský kostel. Jedná se o nejstarší název, ve své době jediného mostu v Trutnově, který za stovky let své existence mnohokrát změnil vzhled a konstrukci od dřevěné, přes železnou až po betonovou. ** současný název od r. 1990 * předtím beze jména * předtím od r. 1950 most Československé armády * předtím německy Spittel Brücke (česky Špitálský most) *
- Švábenicova /HP/ – /NOK počátky Trutnova/ – Idík ze Švábenic, člen moravského rodu Švábenštích ze Švábenic, vlastnil a po něm jeho syn Vítek trutnovský hrad a statky na Trutnovsku. Jméno Idíka ze Švábenic se nachází na prvním písemném dokladu o Trutnově.
- Švédská /HP/ – /NOK počátky Trutnova/ – Švédové, národ, jejichž armáda několikrát dobyla Trutnov a těžce jej poškodila. Je trochu paradoxní, že ulice nese název velkých nepřátel tehdejšího Trutnova.

### T
- Tatranská /HSM/ – /NOK horstva/ – Tatry, vysoké pohoří na slovensko-polském pohraničí.[4]
- Textilácká /HP/ – /NOK řemesla/ – textilák, dělník pracující v textilní továrně. Název byl však zvolen nezávisle na NOK z důvodů, že v dělnické kolonii, kterou ulice vede, obývali právě textiláci. Původně se tímto jménem měla jmenovat dolní bezejmenná ulice, ale městští úředníci to při provádění změn spletli. Naštěstí i tato ulice vede stejnou kolonií.
- Těsná /POR/ – ulička je těsná na to, aby jí projelo nákladní vozidlo.
- Tichá /HSM/ – název ulice existoval v původní staré zástavbě, která však byla beze zbytku srovnána se zemí a v jejím místě postaveno panelové sídliště. Současná Tichá ulice vede jen ve stejné lokalitě, ale s původní ulicí nemá nic společného. Pouze přejatý název, který zřejmě připomínal tiché venkovské prostředí.
- Tiskárenská /POR/ – vede okolo tiskárny.
- Tisová /DP/ – /NOK jehličnaté stromy/ – tis, jehličnatý strom.
- Tkalcovská /SP/ – /NOK řemesla/ – tkalec nebo také tkadlec, řemeslník zhotovující různé druhy tkanin a textilií.
- Topolová /DP/ – /NOK jehličnaté stromy/ – topol, listnatý strom.
- Továrenský most /HSM/ – byl postaven ke spojení s továrnou, nacházející se za řekou.
- Tovární /HSM/ – vede k továrně. Původně vedla ulice trochu severněji, ale po zbourání původní zástavby a vybudování panelového sídliště byla posunuta.
- Trnková /HSM/ – /NOK keře/ – trnka, nebo též slivoň, trnitý keř.
- Truhlářská ulička /VM/ – v uličce se zřejmě nacházela truhlářská dílna. Název byl přejat ze středověkého jména Truhlářské branky, která uličku předělovala.
- Třešňová /KRY/ – /NOK ovocný sad/ – třešeň, ovocný strom.
- Třídomí /DP/ – v ulici jsou pouze tři domy, postavené ve stejnou dobu a tvořící spolu celek.
- Tyršova /POR/ – /NOK spolky a organizace/ – Miroslav Tyrš (1832–1884), český kritik, historik umění, estetik, profesor dějin na UK a na ČVUT v Praze. Podílel se na založení organizovaného tělovýchovného hnutí v Čechách, zejména Sokola.

### U
- U Božích muk /VNY/ – začíná na křižovatce, kde stojí boží muka.
- U Brány /HP, VM/ – jeden ze starších názvů, který byl převzat z němčiny avšak bez přihlédnutí ke skutečnosti. Ulice nevedla kolem městské brány, ale jen kolem branky, která uzavírala vedlejší malý prostup hradební zdí. Při stavbě silničního průtahu ulicí Na Struze byla část zástavby ulice U Brány zbourána a její směr úplně změněn.
- U Družstva /VOV/ – nachází se vedle areálu bývalého zemědělského družstva.
- U Elektrárny /POR/ – nachází se vedle nové tepelné elektrárny, tzv. EPO II.
- U Hřbitova /HSM/ – nachází se u Staroměstského hřbitova.
- U Hřiště /HSM/ – nachází se nedaleko hřiště v Horním Starém Městě.
- U Hřiště I /HSM/ – nachází se u hřiště v Horním Starém Městě. Po dostavbě malého sídliště nedostala ulice název a zdejší obyvatelé používali adresu U Hřiště, což je ulice sousední. V 90. letech 20. století chtělo město ulici konečně pojmenovat, ale když to provedlo, zdvihla se vlna odporu a město muselo přistoupit na kompromis, kdy název zůstal stejný, ale odlišen od sousední ulice římskou číslovkou.
- U Kapličky /KRY/ – nachází se u kapličky sv. Jana Nepomuckého. ** současný název od r. 1990 * předtím od 70. let 20. stol. Rumunská * předtím od r. 1945 Pod Chmelnicí * předtím německy Knebelsberg Strasse (česky zřejmě Kneblův kopec) *
- U Kasáren /HP/ – nachází se u býv. kasáren. Původně ulice vedla až přímo ke kasárnám.
- U Kostela /LIB/ – vede podél libečského kostela.
- U Kříže /BOJ/ – nachází se u železného kříže.
- U Nemocnice /KRY/ – nachází se u trutnovské nemocnice.
- U Obecního kříže /STU/ – nachází se u kříže, který nechala postavit obec Studenec.[5]
- U Parku /HP/ – nachází se u městského parku.
- U Potůčku /LIB/ – nachází se u potůčku, přítoku Libečského potoka.
- U Pramene /KRY/ – jeden ze starých názvů zřejmě připomíná, že v místě býval pramen nebo studánka.
- U Přádelny /HSM/ – vede okolo zdi přádelny, továrny na předení příze.
- U Rozvodny /POR/ – nachází se poblíž rozvodny elektrického vedení poříčské elektrárny.
- U Sokolovny /VOV/ – vede okolo býv. sokolovny ve Volanově.
- U Stadionu /DP/ – nachází se poblíž městského sportovního stadionu. Zároveň vede po sídlišti, které po dokončení dostalo název Stadion II. Ten se však absolutně neujal a všeobecně se používá lidové označení Smeťák, tedy bývalé smetiště, na kterém po zasypání sídliště vzniklo.
- U Státní /VNY/ – nachází se vedle státní silnice I/16.
- U Studně /VM/ – jeden z historických středověkých názvů. Původně se tak jmenovala branka U Studny, tedy uzavíratelný boční průchod hradební zdí. Pravděpodobně se touto brankou chodilo ke studni, či spíše k jímce pramene, vyvěrajícího pod strání Janského vrchu.
- U Svatého Josefa /VNY/ – vede okolo kaple sv. Josefa ve Voletinách.
- U Školy /HP/ – vede okolo základní školy.
- U Tunelů /BOH/ – nachází se hned u tří tunelů najednou, které protínají adamovský skalní ostroh. Nahoře ve stráni vede železniční tunel, nad silnicí štola, kterou vede parovodní potrubí a pod silnicí vodní štola, kudy protéká náhon do adamovské továrny. Na opačné straně Bohuslavic vede pro změnu silniční tunel.
- U Vodojemu /VNY/ – nachází se u malého vodojemu.
- U Zastávky /HSM/ – nachází se poblíž železniční zastávky Trutnov – Staré Město.
- Údolíčko /POR/ – název úzkého údolí, kterým ulice prochází z Nových Dvorů do Poříčí.
- Údolní /DP/ – vede údolím Novodvorského potoka.
- Úpická /HP/ – vede po silnici směrem do Úpice.
- Úpská /HSM/ – vede souběžně s řekou Úpou. Původní Úpská ulice před výstavbou sídliště Zelená Louka vedla přibližně ve stejných místech.
- Úpské nábřeží /DP, SP/ – vede po nábřeží řeky Úpy.
- Úvoz /KRY/ – vede hlubokým a úzkým úvozem, tedy zaříznuta do terénu.
- Úzká /SP/ – jedná se o úzkou uličku mezi bloky domů.
- Úzký most /HSM/ – most je tak úzký, že po něm neprojedou proti sobě ani dvě osobní vozidla.

### V
- V Alejce /DSM, SP/ – cesta vede úzkou alejí. Název ulice přejat z lidového označení.
- V Aleji  /BOJ/ – vede topolovou alejí.
- V Dolíku /VNY/ – ulice vede k továrně, která stojí v úzkém malém údolí, dolíku u potoka.
- V Domcích /HP/ – jeden ze starých názvů, který ulice dostala, protože vede mezi domky dělnické kolonie.
- V Důlni /VOV/ – ulice vede do mělkého avšak širokého údolí uprostřed polí, tzv. důleň.
- V Kolonkách /HSM/ – vede původní dělnickou kolonií, místně zvanou Kolonky.
- V Kopci /HP/ – vede mezi domy stojící v kopci.
- V Mokřinách  /BOH/ – nachází se v místech, kde jsou kvůli pramenům mokré a často rozbahněné louky.[5]
- V Polích  /NR/ – cesta původně vedla jen k jednomu domu, stojícímu uprostřed polí.
- V Ráji /ADM/ – původně se osada Adamov jmenovala V Ráji. Název jedné z místních ulic má tuto skutečnost připomínat.
- V Roubenkách /VNY/ – vede mezi roubenkami, tj. roubenými chalupami.
- V Údolíčku /HSM/ – vede úzkým údolíčkem.
- V Zahradách  /BOH/ – vede mezi zahradami.
- Valy  /VOV/ – vede po svahu kopce Valy (476 m n. m.), který dostal jméno valech, tj. po opevnění z doby sedmileté války.
- Vápenka /HP/ – historický název ulice.
- Ve Stráni /BOH/ – nachází se ve stráni kopce.
- Ve Vilkách /VOV/ – prochází mezi vilkami.
- Vedlejší /BOH/ – jedná se o vedlejší cestu, odbočující z hlavní.
- Veleslavínova /SP/ – jeden ze starých názvů ulic, jehož původ není znám.
- Veselého /DSM/ – Veselý, trutnovský občan.
- Vébrovka /VNY/ – samota uprostřed lesů – bouda Vébrovka.
- Vězeňská /VM/ – na konci ulice dříve stávala městská věznice.
- Vítězná /HP/ – jeden ze starších názvů ulic. Na oslavu kterého vítězství byla ulice pojmenována není známo.
- Vítězslava Nezvala /KRY/ – /NOK spisovatelé/ – Vítězslav Nezval (1900–1958), český básník, spisovatel a překladatel.
- Vítězslava Nováka /DP, SP/ – /NOK skladatelé/ – Vítězslav Novák (1870–1949), český hudební skladatel, hudební pedagog a klavírista.
- Vlčická /HSM/ – vede po silnici do obce Vlčice.
- Vodácký most /POR/ – pod mostem se v řece nachází vodácký slalom a u mostu vodácká základna.
- Vodní /DP, SP/ – původně podél ulice vedl Mlýnský náhon, který byl postupně zakrýván a nakonec úplně zasypán.
- Vochlířská /LIB/ – vochlíř, dělník pracující ve vochlírně nebo také vochlovně lnu. Název zvolen, protože ulice prochází někdejší dělnickou kolonií býv. místní textilní továrny, kde se vochlování provádělo.
- Volanovská /HP/ – vede do Volanova.
- Volavčí /OBL/
- Voletinská /POR/ – vede z Poříčí do Voletin.
- Vraní /BOH/ – vede k místu v lese, které se nazývá Vraní sněm.
- Vrbová /POR/ – vede podél řeky, u které zřejmě rostly vrby.
- Výhledy /OBL/ – ulice vede po náhorní plošině, ze které jsou nádherné výhledy na Krkonoše.
- Vysoká stráň /POR/ – historický název lokality, nacházející se na vysoké stráni nad řekou.
- Vysoké schody /HP/ – ulička vede částečně po strmých dlouhých schodech.
- Vysoký most /BOJ/ – nejedná se o název mostu, ale ulice na Bojišti, který má připomínat původní název obce Vysoký Most. Ulice navíc podchází most silničního obchvatu, vedoucí vysoko nad zástavbou. Pravděpodobně někde v okolí této ulice stával most, po kterém ves dostala jméno. Dřevěný most nemusel být výjimečně vysoký, ale protože zřejmě překračoval rozbahněné údolí, mohl být vystavěn na vysokých kůlech. Jiné vysvětlení názvu obce je ovšem Horní Most, tedy most položen výše nad Trutnovem.

### W
- Wolfova /HSM/ – /NOK trutnovské osobnosti/ – Vladimír Wolf (1942–2019), český historik a vysokoškolský pedagog.

### Y
- Ypsilonka /VOL/

### Z
- Za Cihelnou /HP/ – vede okolo areálu bývalé cihelny.
- Za Dubem /VOV/ – domky v ulici stojí za velikým dubem.
- Za Kaplí /STU/ – vede za studeneckou kaplí.[5]
- Za Komínem /HSM/ – vede za býv. továrním komínem, který stával nezvykle přímo na okraji ulice. Komín byl zbourán na konci 80. let 20. století. Původně se takto jmenovala ulice pouze na levém břehu řeky, ale po dokončení panelového sídliště byl název použit i na navazující ulici na pravém břehu, což je dost nelogické. Ale vzhledem k velkému počtu obyvatel paneláků, kteří by si museli po roce 1989 měnit adresu, zůstal název stejný.
- Za Křížkem /VOV/ – vede k domům za křížkem.
- Za Lávkou /LHO/ – domy se nacházejí za lávkou přes potok.[4]
- Za Ličnou /VOV/ – nachází se za říčkou Ličná.
- Za Mostem /VOV/ – nachází se za železničním mostem přes silnici.
- Za Můstkem /POR/ – ulice začíná za můstkem přes říčku Ličnou.
- Za Nádražím /POR/ – nachází se až za nádražím.
- Za Podjezdem /VOV/ – ulice začíná a vede za malým podjezdem pod železniční tratí. ** název od r. 2012, předtím ulice neexistovala*[3]
- Za Potokem /BOJ/ – nachází se za potokem.
- Za Řekou /POR/ – nachází se za řekou Úpou.
- Za Strouhou /STR/ – nachází se za strouhou potoka.[5]
- Za Školou /SP/ – vede za školou.
- Za Továrnou /LIB/ – vede za býv. textilní továrnou.
- Za Tratí /HP/ – vede za železniční tratí.
- Za Úpou /DSM/ – vede za řekou Úpou.
- Za Vápenkou /HP/ – vede za ulicí Vápenka, nikoliv za továrnou na výrobu vápna.
- Za Vodou /OBL/
- Za Zbrojnicí /VNY/ – nachází se za býv. požární zbrojnicí.
- Zadní /HP/ – vede zadem okolo bloku domů obchodního střediska Horalka.
- Zahrádky /VOV/ – vede mezi zahrádkami.
- Zahradní /DSM/ – vede okolo zahradnictví.
- Zahradní branka /VM/ – historický středověký název označoval boční branku v hradební zdi, kterou se vycházelo z města k zahradám za městem. Dnes už v uličce branka ani hradba nestojí.
- Zahradní Město /KRY/ – v době dokončení výstavní vilové čtvrti Zahradní město to bývala jediná ulice, takže se jmenovala stejně jako celá čtvrť.
- Zákoutí /POR/ – Hlavní ulice v osadě Kouty, která se stejně jako ulice jmenovala Bajerův kout. Přejmenování na Zákoutí mělo odstranit název německého původu. Po dokončení nové poříčské elektrárny EPO II se z osady opravdu stalo zapadlé zákoutí, protože bylo přerušeno přímé spojení přes řeku a do Koutů se nyní musí velkou oklikou.
- Zámečnická /SP/ – /NOK řemesla/ – zámečník, řemeslník zabývající se úpravou kovových materiálů.
- Zásobní /SP/ – ulice vznikla hlavně k zadnímu zásobování prodejen, aby doprava nerušila pěší provoz na pěší zóně.
- Zelenkova /SP/ – /NOK skladatelé/ – Jan Dismas Zelenka (?1679–1745), český hudební skladatel. Stejného příjmení je ještě několik jiných hudebníků, ale tato ulice patří Janu Dismasovi.
- Zemědělská /STR/ – vede k zemědělskému areálu, kravínu.[5]
- Zilvárova /HP/ – /NOK počátky Trutnova/ – Adam Zilvár z Pilníkova, představitel šlechtického vladyckého rodu, jemuž od 14. století patřila panství na Trutnovsku. Mimo jiné Vlčice a hrad Břečtejn.
- Zimní /VOV/ – /NOK zima/ – ulice se nachází na Zimní straně, tj. na straně údolí odvrácené od slunce.
- Zimní stráň /BOJ/ – ulice se nachází na zimní straně údolí, na které v zimě málo svítí slunce.
- Zkratka /BOJ/ – cesta vznikla jako zkratka podél potoka mezi dvěma ulicemi.
- Ztracená /VOV/ – ulice je krátká a stojí bokem, takže se trochu ztrácí v nové zástavbě.
- Zvonková /HSM/ – /NOK květiny/ – zvonek, luční květina.

### Ž
- Železná lávka /SP/ – jedná se o železnou lávku, příhradové konstrukce.
- Železničářská /SP/ – /NOK řemesla/ – železničář, všeobecné označení člověka, pracujícího v železniční dopravě. Může to být např. strojvůdce, průvodčí, výhybkář, výpravčí a další.
- Žitná /POR/ – /NOK obilniny/ – žito, obilnina, z jehož zrna se např. peče chléb.
- Žižkova /HP/ – /NOK husité/ – Jan Žižka z Trocnova a Kalicha (1360–1424), český husitský vojevůdce.
- Žlab /VNY/ – vede úzkou avšak mělkou úžlabinou, tedy žlabem.

## Zaniklé názvy
Některé ulice nemají po celou dobu své existence jeden stálý neměnný název. Ke změnám, tedy k přejmenovávání ulic dochází ve všech městech. Názvy ulic totiž nepodléhají jen politickým změnám, ale i regulačním a hlavně stavebním. Ulice tedy nejen vznikají, ale přestavují se nebo rovnou bourají, aby v jejich místech vyrostly ulice nové, vedené jiným směrem a často už s jiným názvem. Navíc po spojení Trutnova s Poříčím a Horním Starým Městem se některé názvy ulic opakovaly, a proto musely být nahrazeny jinými.
- 1. máje /HSM/ – nyní Májová.
- 7. listopadu /HSM/ – nyní Moravská.
- 9. května /HSM/ – /NOK osvobození od fašismu/ – nyní Zvonková, Chrpová, Fialková.
- 25. února /HSM/ – nyní U Přádelny.
- 28. října /HSM/ – zbourána.
- Adolf Hitler Platz /VM/ (1938–45) – nyní Krakonošovo náměstí.
- Antonína Zápotockého /DP, POR/ – nyní Náchodská.
- Babská /HSM/ – nyní Rýchorská – vede do obce Babí. Název změněn pravděpodobně jen z důvodů, že některým lidem připomínal staré báby, což se komunistickému režimu nezdálo vhodné a na žádost soudružek došlo k přejmenování na Rýchorskou.
- Bajerův kout /POR/ – nyní Zákoutí. Změnou na Zákoutí byla snaha odstranit německý původ názvu. Avšak nový název ulice Zákoutí ani nový název osady Kouty se nikdy nevžily a v běžné mluvě je stále používáno původní počeštěné označení.
- Bohuslavická /POR/ – nyní Kladská – vede z Poříčí do Bohuslavic. Název byl po připojení Poříčí změněn na Kladskou, protože už stejný název existoval na Kryblici.
- Břecštejnská /HP/ – nyní Břečtejnská.
- Cihlářská /KRY/ – nyní Mánesova.
- Československé lidové armády /HP, SP/ – nyní Československé armády.
- Československo-polského přátelství /DSM, HP, HSM/ – nyní Krkonošská – silnici z Trutnova do Krkonoš stavěly v době komunistického režimu polské státní podniky, a proto musela silnice (ulice) nést jasně politické označení o socialistické spolupráci Československa s Polskem.
- Československých lesů /HP/ – nyní Lesnická – jasně tendenční název vznikl v době znárodňování, aby zdůraznil komu lesy patří. Dalším důvodem, proč byla pro tento název vybrána k přejmenování právě ulice U Městských Sadů byl, že ulice vede kolem lesnické školy.
- Československých letců /DP/ – nyní Na Struze (dolní část).
- Dělnická /HSM/ – nyní Májová – ulice se nachází v někdejší dělnické kolonii nedaleké textilní továrny. Název byl po připojení Horního Starého Města změněn na ul. 1.máje, protože už stejný název existoval na Horním Předměstí.
- Dělnická /HP/ – nyní Na Svobodě (pouze SZ část) – vede někdejší dělnickou kolonií nedaleké býv. textilní továrny. Část ulice byla přejmenována názvem Na Svobodě ryze chybou městských úředníků, kteří se v této lokalitě vždy o jednu ulici spletli. Název Na Svobodě totiž měla dostat do té doby bezejmenná sousední ulice (nyní Textilácká) a Dělnická měla zůstat beze změn.
- Dračí ulička /DP, VM/ – zbourána – vedla bájnými místy v historickém centru města, kde se měl podle pověsti skrývat drak a zde s ním došlo k souboji. Ulička s celými bloky domů byla zbourána, aby nerušila panorama okresního komunistického sídla (dnes Městský úřad). Nyní je v místě uličky park, kterým prochází stezka částečně v původní trase.
- Dr. E. Beneše /POR/ – nyní Benešova.
- Elektrárenská /HP, SP/ – nyní Křižíkova (část) – vede okolo někdejší městské tepelné elektrárny (dnes budova archivu). Ulice byla po připojení Poříčí změněna na Křižíkovu, protože už stejný název existoval v Poříčí.
- Förstrova /DP, SP/ – nyní Foerstrova.
- Francouzská /KRY/ – nyní Maxima Gorkého.
- Fučíkova /POR/ – nyní Benešova.
- Fučíkovo náměstí /SP/ – nyní Malé náměstí.
- Gottwaldova /POR/ – nyní Náchodská (dolní část).
- Gottwaldova /SP, VM/ – nyní Horská (dolní část).
- Gottwaldovo náměstí /VM/ – nyní Krakonošovo náměstí.
- Horácká /HSM/ – /NOK československá území/ – nyní U Hřiště I – Horácko, rozsáhlá etnografická oblast na rozhraní Čech a Moravy na území Československa. Název ulice měl krátkou existenci, protože místní obyvatelé se nedokázali vyrovnat se změnou adresy a doslova vyšli do ulic. Obyvatelé doposud bezejmenné ulice totiž stále používali adresu sousední ulice U Hřiště a za každou cenu chtěli, aby adresa zůstala nadále pro celé sídliště. Proto bylo nakonec přistoupeno ke kompromisu a namísto Horácké byla ulice pojmenována stejně jako ulice sousední, tj. U Hřiště, ale rozlišená římskou číslicí I.
- Humlův dvůr /SP/ – zbourána.
- Chřiblická /DP, KRY/ – nyní Kryblická.
- Jedlová /KRY/ – nyní Alšova.
- Jiráskova /SP/ – nyní Procházkova – Alois Jirásek /viz současný název Jiráskova/. Název byl vybrán, protože ulice vede kolem Jiráskovy busty. Po roce 1989 se ulice přímo nasktytla k přejmenování, neboť bylo vhodné pojmenovat některou trutnovskou ulici po prof. Procházkovi, tvůrci názvosloví. Po Jiráskovi se už jmenovalo sousední náměstí a navíc Procházka učil na gymnáziu, kolem kterého ulice vede.
- K Halám /HP/ – zrušena – vedla k novým výrobním halám několika různých společností. Avšak během několika let došlo ke sloučení a jednotlivé haly byly uzavřeny do jednoho uzavřeného areálu. Ulice tím pádem přestala existovat dříve, než jí objekty začaly používat v adresách. Později byl zbytečný název zrušen.
- K Benzině /POR/ – nyní Ječná – vede k býv. areálu skladu paliv státního podniku Benzina. Název byl přejmenován ještě v době existence skladů, protože není vhodné mít v názvu ulice komerční název.
- Koněvovo nábřeží /DP, SP/ – nyní Úpské nábřeží
- Královédvorská /HP/ – Oválná (pouze část). Důvodem přejmenování části ulice byla pouze regulace. Původní silnice II/300, tj. Královédvorská ulice byla částečně odkloněna od původní trasy, a proto stará trasa dostala vlastní název Ovalná.
- Leninovo náměstí /POR/ – nyní Lípové náměstí.
- Lomenice /VOV/ – nyní K Lípě (1.část) a Na Rovince (2.část) – ulice měla tvar lomenice neboť nevedla přímo, ale byla zalomená do tvaru štítu domů. Název Lomenice se však místním obyvatelům nelíbil a prosili o změnu. Byl přijat jejich návrh K Lípě a pro část ulice za zalomením Na Rovince.
- Máchova /SP/ – nyní Kmochova.
- Marianská /KRY/ – nyní Marie Majerové.
- most U Kary /POR/ – nyní Klenutý most.
- Neu Markt /SP/ – nyní Jiráskovo náměstí.
- Mostecká /DP/ – nyní Na Struze (dolní část) – vede k Špitálskému mostu přes řeku Úpu.
- Pařížská /KRY/ – nyní náměstí Osvobození.
- Pod Šibeníkem /HP/ – nyní stále beze jména. – vede po úpatí vrchu Šibeník. Když název do té doby bezejmenné ulice vznikl, zvedla se vlna odporu místních obyvatel, kterým se zdál být název příliš morbidní. Obyvatelům byla zatím ponechána stávající adresa sousední ulice.
- Revoluční /HSM/ – nyní Moravská.
- Revoluční /DP, SP/ – na oslavu revoluce, většinou označující změnu politického režimu. Název vznikl v době, kdy byla vyzvihována téměř jedině bolševická VŘSR v Rusku, tedy Velká říjnová socialistická revoluce. Název však byl ponechán i po pádu komunistického režimu, protože je ve svém smyslu neutrální, právě kvůli mnoha významům. Může se jednat o jakoukoliv revoluci v období lidstva, dokonce i průmyslovou nebo vědeckou. - nyní nábřeží Václava Havla
- Ruská /DP/ – nyní Polská.
- Sluneční /KRY/ – nyní Bratří Čapků.
- Stalingradské náměstí /VM/ – nyní Krakonošovo náměstí – po bitvě u Stalingradu.
- Stalinovo náměstí /SP/ – nyní Jiráskovo náměstí.
- Sovětská – nyní Česká.
- Švermova /POR/ – nyní Kožešnická.
- T. G. Masaryka /VM, SP/ – nyní Horská (dolní část).
- Tannen Strasse /KRY/ (do r. 1945) – nyní Alšova.
- U Jatek /DP/ – zbourána.
- U Městských sadů /HP/ – nyní Lesnická – vede okolo Městských sadů. Důvodem přejmenování byl ryze politický účel, kdy vznikl tendenční název Československých Lesů.
- Ukrajinská /KRY/ – nyní Lesní.
- Vítězná /HSM/ – nyní U Přádelny.
- Zdeňka Nejedlého /POR/ – nyní Benešova.
- Žižkova /POR/ – nyní Kožešnická.

## Názvoslovné okruhy (NOK)
Trutnov se stejně jako jiná města snaží, aby byly názvy v jednotlivých čtvrtích podobného stylu, což pomáhá při orientaci. Proto jsou např. na České čtvrti a Humlově Kopci názvy ulic po hudebních skladatelích, na Kryblici po spisovatelích a malířích, na Zelené Louce po květinách a v Nových dvorech po stromech. Podobných názvoslovných okruhů /NOK/, jak se uskupení podobných jmen nazývá, je v Trutnově ještě mnoho. Většinou jsou skupině ulic v NOK přiděleny názvy bez ohledu na okolí. Tedy pokud jsou např. v NOK názvy listnatých stromů, neznamená to, že v ulici Javorová rostou javory nebo, že ve Smetanově ulici bydlel Bedřich Smetana apod. Najdou se však i výjimky a ty jsou vždy u podobného, uměle přiděleného názvu v rámci NOK zdůrazněny (např. ulice Alpská, Česká a další).
Kromě klasických NOK, čítající několik názvů ulic, existují i tzv. mikrookruhy, obsahující jen dva názvy. Často se jedná o protiklady, např. Přímá/Nepřímá nebo Kolmá/Šikmá.
- čeští spisovatelé (včetně básníků) /KRY – hlavní část/ – tzv. literární okruh /např. Boženy Němcové, Jiřího Wolkera .../
- čeští malíři (všechny techniky) /KRY – severozápadní část/ – /např. Muchova, Alšova .../
- čeští skladatelé (včetně hudebníků) /DP, SP – Česká čtvrť a Humlův Kopec/ – tzv. hudební okruh /např. Smetanova, Dvořákova .../
- světoví skladatelé (včetně hudebníků) /DP, SP – Úpská čtvrť (nyní Česká čtvrť)/ – tzv. hudební okruh /např. Mozartova, Beethovenova .../ NOK po roce 1945 změněna na NOK čeští skladatelé a ulice přejmenovány.
- řemesla /SP – Křižík/ – /např. Tkalcovská, Zámečnická .../
- výrobní obory /SP – Šestidomí/ – /např. Slévárenská, Papírenská .../
- keře /HSM – bytovky a řadovky „U Machače“/ – /např. Akátová, Šípková .../
- listnaté stromy /DP – Nové Dvory/ – /např. Kaštanová, Javorová .../
- jehličnaté stromy /DP, DSM – Zelený Kopec/ – /např. Jedlová, Tisová .../
- Slované /VM, DP, SP – okolí býv. Dolní brány/ – tzv. slovanský okruh /např. Bulharská, Česká .../
- léto /VOV – Letní strana//např. Letní, Srpnová .../
- zima /VOV – Zimní strana//např. Zimní, Studená .../
- čs. hrdinové 2. světové války /DP – Výsluní/ – /např. Kpt. Jaroše, Sokolovská .../
- spojenectví mezi národy /HSM – levá část od Horské/ – /např. Bratrství, Svornosti .../
- lidové spolky a organizace /POR – okolí býv.hřbitova/ – /např. Junáků, Sokolská .../
- trutnovské osobnosti /SP – Červený Kopec/ – /např. Hornova, Fritzova .../
- osvobození od fašismu /HSM – průmyslová zóna/ – /např. Pražského povstání, Mírová .../
- horstva /HSM – Jiráskův Kopec/ – /např. Alpská, Karpatská .../
- významná data /HSM – původní zástavba Zelené Louky/ – /např. 1.máje, 28. října .../ NOK po roce 1990 postupně zrušeno a ulice přejmenovány.
- husité /HP – Družba, nová část a okolí/ – tzv. husitský okruh /např. Husova, Prokopa Holého .../
- Chodové /HP – Družba, stará část/ – tzv. chodský okruh /např. Chodská, Psohlavců .../
- národní obrození /HP, VM – okolí býv.Horní brány/ – /např. Havlíčkova, Palackého .../
- počátky Trutnova /HP – část/ – /např. Švábenicova, Zilvárova .../
- květiny /HSM – Zelená Louka/ – /např. Fialková, Sasanková .../
- ovocný sad /KRY – Úsvit/ – /např. Jabloňová, Hrušková .../
- tvar ulice (mikrookruh) /HSM – Nad jezem/ – /např. Přímá, Nepřímá .../
- odbočka z hlavní ulice (mikrookruh) /DP, POR – okolí zámečku/ – /např. Kolmá, Šikmá .../
- obilniny /POR – okolí sila/ – /např. Obilná, žitná .../
- pěvci (ptáci) /SP – okolí Horalu/ – /např. Slavičí, Skřivánčí .../
- čs.federace /HSM – okolí kostela/ – /např. Moravská, Slovenská .../
- Sedmiletá a slezské války /HP – okolí hřbitova/ – /např. Laudonova, Barona Trencka .../
- čeští politici /POR – centrum/ – /např. Antonína Zápotockého, Zdeňka Nejedlého .../ NOK po roce 1990 zrušeno a ulice přejmenovány.
- spojky (mikrookruh) /DP, SP – u kina/ – /např. Příčka, Spojka .../
- průmyslová a obchodní zóna /HP, DSM/ – /např. Obchodní, Průmyslová .../

## Zajímavosti
- mezi první pojmenované ulice patří Dlouhá (dnes Jihoslovanská), objevuje se už na nejstarších mapách[zdroj?]
- nejdéle (cca 700 let) se jmenuje ulice U Studně, zhruba od počátků města až do dneška má stále stejný název (včetně německé verze)[zdroj?]
- nejdelší ulicí ve městě je Horská (4,7 km), dříve byla dokonce o 900 metrů delší, ale také i mnohem kratší[zdroj?]
- nejvíckrát měnila svou délku ulice Horská, podle toho jak město rostlo a jak se přejmenovávaly ulice[zdroj?]
- nejčastěji přejmenováno bylo hlavní trutnovské náměstí, nyní Krakonošovo, minimálně 6×[zdroj?]

## Zkratky
Části města Trutnova:
- ADM – Adamov
- BAB – Babí
- BOH – Bohuslavice
- BOJ – Bojiště
- DP – Dolní Předměstí
- DSM – Dolní Staré Město
- HP – Horní Předměstí
- HSM – Horní Staré Město
- KRY – Kryblice
- LHO – Lhota
- LIB – Libeč
- NR – Nový Rokytník
- OBL – Oblanov
- POR – Poříčí
- SP – Střední Předměstí
- SR – Starý Rokytník
- STR – Střítež
- STU – Studenec
- VM – Vnitřní Město
- VOV – Volanov
- VNY – Voletiny

Další použité zkratky:
- NOK – názvoslovný okruh (ulice poblíž sebe, pojmenované obdobnými názvy na stejné téma)